# Giro d'Italia 2022
105. ročník etapového cyklistického závodu Giro d'Italia se konal mezi 6. a 29. květnem 2022 v Itálii, Maďarsku a Slovinsku. Celkovým vítězem se stal Australan Jai Hindley z týmu Bora–Hansgrohe, jenž tak získal svůj první triumf na Grand Tours. Také se stal prvním australským vítězem tohoto závodu. Na start se postavil jako jeden ze tří potencionálních lídrů svého týmu na celkové pořadí a jedničkou týmu se stal po vítězství v deváté etapě s cílem na Blockhausu. V druhé polovině se ukázal jako jeden z nejlepších vrchařů závodu a jeho ztráta na vedoucího závodníka až do 20. etapy činila vždy maximálně 10 sekund. V této etapě pak na Marmoladě, závěrečném stoupání dne, ujel všem ostatním kandidátům na vítězství a posunul se do čela závodu. Druhé místo připadlo Ekvádorcovi Richardu Carapazovi (Ineos Grenadiers), vítězi Gira z roku 2019. Ten se do růžového trikotu oblékl po 14. etapě s malým náskokem na Hindleyho. Tito dva jezdci byli neoddělitelní až do předposlední etapy, v níž Carapaz odpadl v posledních 3 kilometrech. Po etapě sestoupil na celkové druhé místo, které si udržel i v závěrečné časovce. Třetí místo pak získal Španěl Mikel Landa (Team Bahrain Victorious). V horách předváděl konzistentní výkony a vždy se držel s nejlepšími vrchaři, díky čemuž mohl zopakovat své třetí místo z Gira 2015.
Bodovací soutěž vyhrál již podruhé v kariéře Francouz Arnaud Démare (Groupama–FDJ), jenž se ukázal jako nejlepší sprinter závodu s jeho třemi etapovými triumfy. Nizozemec Koen Bouwman (Team Jumbo–Visma) ovládl vrchařskou soutěž a mimo to také vyhrál 2 etapy, obě z úniku. Nejlepším mladým jezdcem se stal Španěl Juan Pedro López (Trek–Segafredo). Kromě toho také závod dokončil v top desítce a po 10 dní nosil růžový dres lídra závodu předtím, než ho po 14. etapě musel předat Carapazovi. Team Bahrain Victorious opanoval soutěž týmů i soutěž fair play. Ital Filippo Tagliani (Drone Hopper–Androni Giocattoli) vyhrál sprinterskou soutěž, zatímco jeho týmový kolega a krajan Mattia Bais získal vítězství v únikové soutěži díky nejvyššímu počtu kilometrů strávených v úniku ze všech startujících. Nizozemec Mathieu van der Poel (Alpecin–Fenix) dostal cenu bojovnosti. V průběhu závodu také vyhrál úvodní etapu, držel dres lídra závodu v prvních třech etapách a dostal se do několika úniků. 
Závod byl součástí UCI World Tour 2022 na úrovni 2.UWT.

## Týmy
Závodu se zúčastnilo všech 18 UCI WorldTeamů a 4 UCI ProTeamy. Alpecin–Fenix a Arkéa–Samsic dostaly automatické pozvánky jako nejlepší UCI ProTeamy sezóny 2021, ale druhý zmiňovaný tým se rozhodl nezúčastnit se závodu a upřednostnit zbývající dvě Grand Tours, Tour de France a Vueltu a España. Další 3 UCI ProTeamy, Bardiani–CSF–Faizanè, Drone Hopper–Androni Giocattoli a Eolo–Kometa, byly vybrány organizátory závodu, RCS Sport. Všechny týmy přijely na start v Budapešti s osmi jezdci, na start se tak postavilo celkem 176 jezdců. Do cíle ve Veroně dojelo 149 z nich.
UCI WorldTeamy
- AG2R Citroën Team
- Astana Qazaqstan Team
- Bora–Hansgrohe
- Cofidis
- EF Education–EasyPost
- Groupama–FDJ
- Ineos Grenadiers
- Intermarché–Wanty–Gobert Matériaux
- Israel–Premier Tech
- Lotto–Soudal
- Movistar Team
- Quick-Step–Alpha Vinyl
- Team Bahrain Victorious
- Team BikeExchange–Jayco
- Team DSM
- Team Jumbo–Visma
- Trek–Segafredo
- UAE Team Emirates

UCI ProTeamy
- Alpecin–Fenix
- Bardiani–CSF–Faizanè
- Drone Hopper–Androni Giocattoli
- Eolo–Kometa

## Favorité před závodem

### Celkové pořadí
Mezi největší favority na získání celkového triumfu se řadili Richard Carapaz, Simon Yates a João Almeida. Carapaz, vítěz ročníku 2019, získal před Girem 2 vítězství. Nejprve se v únoru stal národním šampionem v časovce a následně na konci března vyhrál 6. etapu Volty a Catalunya. Na tomto závodu také získal svůj nejlepší sezónní výsledek v celkovém pořadí, a to 2. místo za Sergiem Higuitou. Jeho předzávodní příprava také zahrnovala tréninkový kemp v Ekvádoru a na start se tak postavil jako největší favorit na vítězství se svým týmem Ineos Grenadiers, který vyhrál předchozí tři ze čtyř ročníků této Grand Tour. Dalším významným favoritem byl Simon Yates (Team BikeExchange–Jayco). Vítěz Vuelty a España 2018, jenž předchozí ročník dokončil na celkovém 3. místě, svou formu ukázal na březnovém Paříž–Nice, kde mimo celkové 2. místo také získal triumf v závěrečné etapě. Poté, co onemocněl na Voltě a Catalunya, se zúčastnil na konci dubna Vuelty a Asturias, kde zvítězil ve dvou etapách. João Almeida z týmu UAE Team Emirates vstupoval do závodu s historií dvou umístění mezi nejlepšími deseti závodníky z předchozích dvou ročníků. V průběhu sezóny 2022, před níž opustil svůj předchozí tým Deceuninck–Quick-Step, získal celkové 5. místo na UAE Tour, kterou objel jako domestik pro Tadeje Pogačara, a celkové 8. místo na Paříž–Nice, kde také vyhrál soutěž mladých jezdců. Nejvýraznějšího úspěchu však stejně jako Carapaz dosáhl na Voltě a Catalunya, kde se dostal se svým celkovým 3. místem na pódium a dokázal vyhrát 4. etapu. Mezi další méně významné favority se pak též řadili Miguel Ángel López, Vincenzo Nibali (oba Astana Qazaqstan Team), Mikel Landa (Team Bahrain Victorious), Wilco Kelderman, Emanuel Buchmann, Jai Hindley (všichni Bora–Hansgrohe), Guillaume Martin (Cofidis), Tom Dumoulin, Tobias Foss (oba Team Jumbo–Visma), Romain Bardet (Team DSM) a Giulio Ciccone (Trek–Segafredo).

### Sprinteři
Svou účast na Giru před startem potvrdilo několik kvalitních sprinterů. Pravděpodobně nejočekávanějším z nich byl Mark Cavendish z týmu Quick-Step–Alpha Vinyl. Ten dokázal z několika různých předchozích ročníků vytěžit celkem 15 etapových triumfů a v ročníku 2013 dokonce opanoval bodovací soutěž. Tento ročník však byl také posledním, jehož se do roku 2022 zúčastnil. Spolu s Cavendishem na Giro také přijel známý rozjížděč Michael Mørkøv, s jehož pomocí dokázal na Tour de France 2021 vyhrát 4 etapy, a podporu mu měli ve sprintech zajistit také další týmoví kolegové jako Davide Ballerini či Bert Van Lerberghe. Dalším kandidátem na zisk etapových vítězství byl Caleb Ewan (Lotto–Soudal). Vítěz 5 etap z ročníků 2017, 2019 a 2021 sice přijel bez svého obvyklého rozjížděče Jaspera De Buysta, podporu mu však měli zajišťovat zkušení pomocníci jako Rüdiger Selig, Roger Kluge či Thomas De Gendt. Dalšími očekávanými sprintery byli Arnaud Démare (Groupama–FDJ), Giacomo Nizzolo (Israel–Premier Tech), Fernando Gaviria (UAE Team Emirates), Phil Bauhaus (Team Bahrain Victorious), Biniam Girmay (Intermarché–Wanty–Gobert Matériaux), Sacha Modolo (Bardiani–CSF–Faizanè), Davide Cimolai, Simone Consonni (oba Cofidis), Jakub Mareczko (Alpecin–Fenix), Cees Bol, Alberto Dainese (oba Team DSM) či Magnus Cort Nielsen (EF Education–EasyPost). Částečně byl mezi favority na sprinterská vítězství řazen i Mathieu van der Poel z týmu Alpecin–Fenix, ten se však při svém debutu chtěl zaměřit spíše na získání růžového dresu po 1. etapě a následně na dokončení závodu.

## Trasa a etapy
Trasa závodu byla odhalena postupně od 8. do 11. listopadu 2021. Nejprve byly odhaleny rovinaté etapy, po nich zvlněné, horské, a poslední den byla odhalena kompletní trasa včetně závěrečné časovky.
| Etapa         | Datum         | Trasa                                         | Vzdálenost | Typ       | Typ                  | Vítěz                      |           |
| ------------- | ------------- | --------------------------------------------- | ---------- | --------- | -------------------- | -------------------------- | --------- |
| 1             | 6. května     | Budapešť (Maďarsko) – Visegrád (Maďarsko)     | 195 km     |           | Rovinatá etapa       | Mathieu van der Poel (NED) |           |
| 2             | 7. května     | Budapešť (Maďarsko)                           | 9,2 km     |           | Individuální časovka | Simon Yates (GBR)          |           |
| 3             | 8. května     | Kaposvár (Maďarsko) – Balatonfüred (Maďarsko) | 201 km     |           | Rovinatá etapa       | Mark Cavendish (GBR)       |           |
|               | 9. května     | Avola                                         | Avola      |           | Den odpočinku        | Den odpočinku              |           |
| 4             | 10. května    | Avola – Etna                                  | 172 km     |           | Horská etapa         | Lennard Kämna (GER)        |           |
| 5             | 11. května    | Catania – Messina                             | 174 km     |           | Rovinatá etapa       | Arnaud Démare (FRA)        |           |
| 6             | 12. května    | Palmi – Scalea (Riviera dei Cedri)            | 192 km     |           | Rovinatá etapa       | Arnaud Démare (FRA)        |           |
| 7             | 13. května    | Diamante – Potenza                            | 196 km     |           | Středně těžká etapa  | Koen Bouwman (NED)         |           |
| 8             | 14. května    | Neapol – Neapol                               | 153 km     |           | Zvlněná etapa        | Thomas De Gendt (BEL)      |           |
| 9             | 15. května    | Isernia – Blockhaus                           | 191 km     |           | Horská etapa         | Jai Hindley (AUS)          |           |
|               | 16. května    | Pescara                                       | Pescara    |           | Den odpočinku        | Den odpočinku              |           |
| 10            | 17. května    | Pescara – Jesi                                | 196 km     |           | Zvlněná etapa        | Biniam Girmay (ERI)        |           |
| 11            | 18. května    | Santarcangelo di Romagna – Reggio Emilia      | 203 km     |           | Rovinatá etapa       | Alberto Dainese (ITA)      |           |
| 12            | 19. května    | Parma – Janov                                 | 204 km     |           | Středně těžká etapa  | Stefano Oldani (ITA)       |           |
| 13            | 20. května    | Sanremo – Cuneo                               | 150 km     |           | Rovinatá etapa       | Arnaud Démare (FRA)        |           |
| 14            | 21. května    | Santena – Turín                               | 147 km     |           | Horská etapa         | Simon Yates (GBR)          |           |
| 15            | 22. května    | Rivarolo Canavese – Cogne                     | 178 km     |           | Horská etapa         | Giulio Ciccone (ITA)       |           |
|               | 23. května    | Salò                                          | Salò       |           | Den odpočinku        | Den odpočinku              |           |
| 16            | 24. května    | Salò – Aprica                                 | 202 km     |           | Horská etapa         | Jan Hirt (CZE)             |           |
| 17            | 25. května    | Ponte di Legno – Lavarone                     | 168 km     |           | Horská etapa         | Santiago Buitrago (COL)    |           |
| 18            | 26. května    | Borgo Valsugana – Treviso                     | 152 km     |           | Rovinatá etapa       | Dries De Bondt (BEL)       |           |
| 19            | 27. května    | Marano Lagunare – Santuario di Castelmonte    | 177 km     |           | Horská etapa         | Koen Bouwman (NED)         |           |
| 20            | 28. května    | Belluno – Marmolada (Passo Fedaia)            | 168 km     |           | Horská etapa         | Alessandro Covi (ITA)      |           |
| 21            | 29. května    | Verona                                        | 17,4 km    |           | Individuální časovka | Matteo Sobrero (ITA)       |           |
| Celková délka | Celková délka | Celková délka                                 | 3445,6 km  | 3445,6 km | 3445,6 km            | 3445,6 km                  | 3445,6 km |

## Shrnutí závodu

### Grande Partenza
Zahajující etapa Gira d'Italia 2022 odstartovala, stejně jako další 2 etapy v rámci zahraničního startu závodu nazývaného Grande Partenza, v Maďarsku na budapešťském Náměstí Hrdinů. Trasa závodu poté směřovala na jihozápad směrem k Székesfehérváru a následně se otočila na sever směrem k hranicím se Slovenskem. Dále se stočila směrem na východ k Visegrádu, kde byl umístěno cílové stoupání, jehož průměrný sklon byl v prvních 2 kilometrech 2,6 % a ve zbytku kopce 5,1 %. Do úniku se hned po startu dostali Mattia Bais a Filippo Tagliani (oba Drone Hopper–Androni Giocattoli), kteří si brzy vypracovali náskok 11 minut. Jejich náskok se začal zmenšovat poté, co v pelotonu přijely na čelo stahovat týmy Alpecin–Fenix, EF Education–EasyPost a Team DSM. Vedoucí dvojice posbírala maximální počet bodů na 1. prémii i maximální počet bonusových sekund na 2. prémii. Jejich náskok se však 50 km před cílem ztenčil na pouhou minutu a 13,7 km před cílem byli dojeti pelotonem. Krátce poté vypukla bitva o pozice před vjezdem do cílového stoupání, které začalo 6 km před cílem. U paty stoupání spolu se zvýšením tempa spadli na zem Harm Vanhoucke (Lotto–Soudal), Jan Tratnik (Team Bahrain Victorious) a Erik Fetter (Eolo–Kometa), všichni tři se však nakonec zvedli a dojeli do cíle. 3,7 km před cílem zaútočil Lawrence Naesen (AG2R Citroën Team). Mezitím, co se vydali útočícího Naesena stíhat závodníci sestavy Ineos Grenadiers, spadl 2,5 km před cílem na zem Davide Ballerini (Quick-Step–Alpha Vinyl). 2,2 km před cílem z pelotonu zaútočil Lennard Kämna (Bora–Hansgrohe) a téměř okamžitě si vybudoval devítisekundový náskok, zatímco předehnal Naesena. Díky aktivitě týmu Intermarché–Wanty–Gobert Matériaux byl v posledním kilometru dojet a po neúspěšném útoku Davideho Formola (UAE Team Emirates) mohl začít sprint o vítězství a první růžový dres lídra závodu. Poté, co začal Mathieu van der Poel (Alpecin–Fenix) objíždět Biniama Girmaye (Intermarché–Wanty–Gobert Matériaux), se Girmayova zadního kola dotknul svým předním Caleb Ewan (Lotto–Soudal), kvůli čemuž spadl na zem a byl vyřazen z boje o vítězství. Pro to si snadno dojel van der Poel, jenž mimo růžový dres získal i fialový dres lídra bodovací soutěže a modrý dres lídra vrchařské soutěže, před druhým Girmayem, jenž se stal nejlepším mladým jezdcem, a třetím Pellem Bilbaem (Team Bahrain Victorious). Na čtvrtém a pátém místě se pak usadili Richard Carapaz (Ineos Grenadiers) a Wilco Kelderman (Bora–Hansgrohe), kteří získali 4 sekundy na další favority.
Druhá etapa, dlouhá 9,2 km, byla krátká, ale technická individuální časovka procházející Budapeští. Start byl umístěn na Náměstí Hrdinů, stejně jako start 1. etapy, a po průchodu centrem města plným zatáček se závodníci dostali k cílovému stoupání na Budínský hrad, jehož některé pasáže zahrnovaly i pouliční dlažbu. První kvalitní časy stanovili Alex Dowsett (Israel–Premier Tech; 12' 23,16"), Jos van Emden (Team Jumbo–Visma; 12' 19,55") a Edoardo Affini (Team Jumbo–Visma; 12' 10,10"). Další průběžně nejlepší čas stanovil Lennard Kämna (Bora–Hansgrohe; 12' 07,92"). Ten byl překonán až úřadujícím italským šampionem Matteem Sobrerem (Team BikeExchange–Jayco), jenž stanovil čas 12' 03,27". První čas pod 12 minut zaznamenal Tom Dumoulin (Team Jumbo–Visma; 11' 50,41"), ale ten byl brzy překonán Simonem Yatesem (Team BikeExchange–Jayco), který trať projel v čase 11' 50,41". Yatesovi se nakonec nejvíce přiblížil lídr závodu Mathieu van der Poel (Alpecin–Fenix) s časem 11' 53,40". Ten díky 2. místu v etapě vylepšil svůj náskok na 11 sekund před druhým Yatesem. Na průběžné třetí místo se posunul Dumoulin a společně s Yatesem tak nahradili na virtuálním pódiu Girmaye a Bilbaa. Van der Poel si také udržel fialový a modrý dres. Bílý dres pro lídra soutěže mladých jezdců však po etapě připadnul Sobrerovi, jelikož Girmay, předchozí lídr této klasifikace, v časovce ztratil na vítězného Yatese 42 sekund.

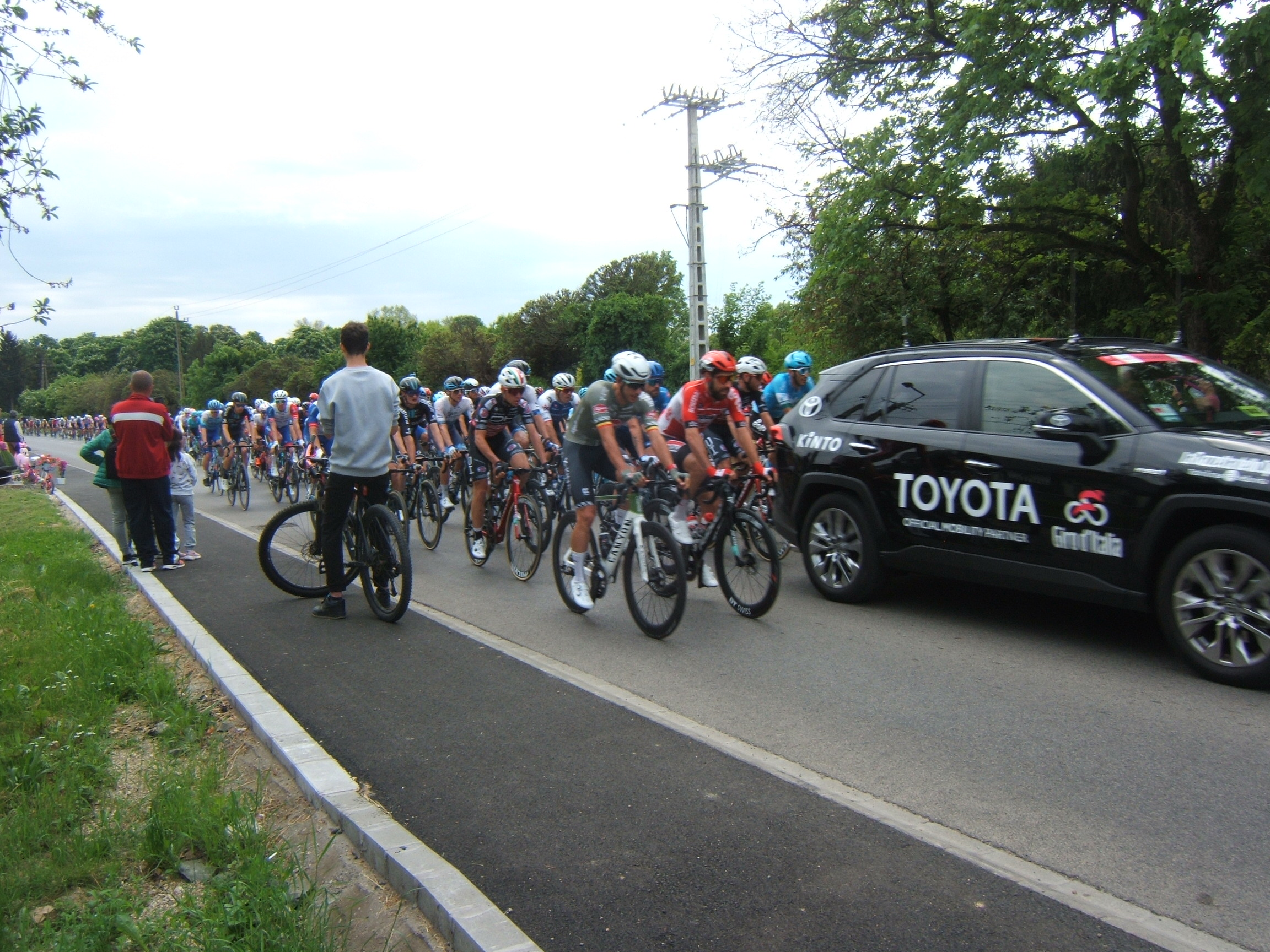
Peloton v Kaposváru v průběhu 3. etapy

Třetí etapa Gira nabídla první šanci pro sprintery, neboť 201 km dlouhá trasa z Kaposváru do Balatonfüredu zahrnovala pouze jedno kategorizované stoupání do Tihany, které se nacházelo 12,6 km před cílem. Hned po oficiálním startu se stejně jako v 1. etapě do úniku vydali Mattia Bais a Filippo Tagliani (oba Drone Hopper–Androni Giocattoli), tentokrát však společně se Samuelem Rivim (Eolo–Kometa). Jejich nejvyšší náskok na peloton byl okolo 7 minut, následně však na čele pelotonu začali pracovat závodníci týmu Alpecin–Fenix a náskok začal pomalu klesat. 173 km před cílem odstoupil první závodník z tohoto ročníku Gira. Byl jím Jan Tratnik (Team Bahrain Victorious), který byl nucen ukončit svou účast kvůli zraněním z pádu v 1. etapě. Na sprinterské prémii o body do bodovací soutěže posbírali závodníci z úniku maximum bodů, v pelotonu sprint o zbývající body vyhrál Fernando Gaviria (UAE Team Emirates). Na čelo pelotonu pak začali posílat své jezdce i týmy Lotto–Soudal a Groupama–FDJ, neboť měly zájem o vítězství v etapě se svými sprintery. 44 km před cílem měl únik už jen minutový náskok a v ten moment zaútočil Rivi, jenž odpáral Taglianiho. Rivi pak dále spolupracoval s Baisem, avšak 28 km před cílem byli dojeti. Na čelo pelotonu se umístily týmy se zájmem ochránit své sprintery nebo závodníky na celkové pořadí. 12,4 km před cílem z pelotonu zaútočili Pascal Eenkhorn (Team Jumbo–Visma) a Rick Zabel (Israel–Premier Tech) s cílem získat body na vrchařské prémii. Nejvíce bodů získal Zabel a následně počkal na stíhajicí peloton, Eenkhorn se však rozhodl pokračovat ve svém útoku, ale 5,9 km před cílem byl také dojet pelotonem, v němž již probíhaly přípravy na hromadný sprint. V něm se do dobré pozice dostal Mark Cavendish (Quick-Step–Alpha Vinyl), Arnaud Démare (Groupama–FDJ), Biniam Girmay (Intermarché–Wanty–Gobert Matériaux) a Gaviria. Caleb Ewan (Lotto–Soudal), jeden z favoritů na vítězství, se sprintu nezúčastnil, neboť se nedostal do pozice, z níž by byl schopen bojovat o triumf. Cavendish měl k dispozici rozjížděče Michaela Mørkøva, jenž ho vypustil 300 m před cílem. Byl schopen odolat všem ostatním sprinterům a dojel si pro své kariérní 16. etapové vítězství na Giru d'Italia. Na druhé a třetí místo se dostali Démare a Gaviria, top pětku pak doplnili čtvrtý Girmay a pátý Jakub Mareczko (Alpecin–Fenix). Mathieu van der Poel (Alpecin–Fenix) si udržel vedení v celkovém pořadí i v bodovací soutěži, novým lídrem vrchařské soutěže se stal Zabel.

### První týden
Po dni volna závodníci přijeli na Sicílii, kde je čekala 4. etapa, první horská zkouška tohoto ročníku Gira. Start etapy byl umístěn do města Avola. Po zvlněném začátku etapy následoval sjezd a dlouhá rovinatá pasáž a 22,8 km před cílem začalo cílové stoupání na Etnu, konkrétně na Rifugio Sapienza. Na začátku etapy probíhal boj o účast v úniku, během něhož v pelotonu proběhly 2 nehody, při nichž se však nikdo vážně nezranil. Na čelo se nakonec dostala třináctičlenná skupina, k níž se pokusili dojet Lilian Calmejane (AG2R Citroën Team)  a Simone Ravanelli (Drone Hopper–Androni Giocattoli), úspěšný však byl jen Calmejane. Náskok úniku dosáhl nejvýše 11 minut, pak však začal pomalu klesat poté, co začal být kontrolován týmy Ineos Grenadiers a Team Bahrain Victorious. Na prvním nehodnoceném stoupání dne odstoupil ze závodu Miguel Ángel López (Astana Qazaqstan Team) kvůli zranění kyčle. 28 km před cílem, těsně před závěrečným stoupáním, měl únik náskok okolo 6 minut. V ten moment z úniku ujel Stefano Oldani (Alpecin–Fenix), jenž posbíral maximum bodů na první prémii a maximum bonusových sekund na té následující. Mauri Vansevenant (Quick-Step–Alpha Vinyl), jenž byl v tuto chvíli ve virtuálním vedení v celkovém pořadí, získal na prémii o sekundy zbývající 2 sekundy. Po začátku stoupání měl Oldani náskok blížící se 1 minutě, zatímco zbytek úniku se začal rozpadat. 12 km před cílem zaútočil Juan Pedro López (Trek–Segafredo), jenž 9 km před cílem Oldaniho dojel a předjel. Oldani byl následně dojet i zbylými uniknuvnšími závodníky, jimiž byli Lennard Kämna (Bora–Hansgrohe), Sylvain Moniquet (Lotto–Soudal) a Vansevenant. 6,3 km před cílem se Kämna vydal stíhat Lópeze, jenž měl náskok okolo půl minuty. 2,5 km před cílem Lópeze dojel a začal se připravovat na sprint o vítězství. V závěrečné zatáčce si Kämna vybudoval malý náskok, neboť López ji špatně projel, a pohodlně si dosprintoval pro vítězství a vedení ve vrchařské soutěži. López sice dojel druhý, ale získal vedení v celkovém pořadí, neboť dosavadní lídr Mathieu van der Poel (Alpecin–Fenix) ztratil na stoupání 22 minut. Třetí dojel Rein Taaramäe (Intermarché–Wanty–Gobert Matériaux), jenž dojel Vansevenanta a Moniqueta, poté, co byl z úniku odpárán. 2 a půl minuty za Kämnou a Lópezem dojela do cíle sedmnáctičlenná skupina favoritů, v níž se nenacházel Vincenzo Nibali (Astana Qazaqstan Team), vítěz Gira z let 2013 a 2016. Ten ze skupiny odpadl v průběhu stoupání a ve výsledku ztratil na ostatní kandidáty na celkové vítězství přes 2 minuty. Do cíle s ním dojel i Tobias Foss (Team Jumbo–Visma), jehož týmový kolega Tom Dumoulin, vítěz ročníku 2017, ztratil 7 minut.
Pátá etapa Gira d'Italia nabídla se svými 174 kilometry z Catanie do Messiny další šanci pro sprintery. Na trase bylo pouze jedno významnější stoupání, které začalo 52,4 km po startu, a to Portella Mandrazzi s délkou 19,5 km a průměrným sklonem 4 %. Po sjezdu byl zbytek trasy čistě rovinatý. Do úniku dne se pár kilometrů po oficiálním startu dostala pětice závodníků: Jaakko Hänninen (AG2R Citroën Team), Alessandro Tonelli (Bardiani–CSF–Faizanè), Mirco Maestri (Eolo–Kometa), Mattia Bais a Filippo Tagliani (oba Drone Hopper–Androni Giocattoli). Díky vzájemné spolupráci získali náskok okolo 4 minut, v ten moment však svou ztrátu začal kontrolovat peloton. Na prémii nabízející body do bodovací soutěže získal únik maximum bodů. Pro zbývající dostupné body si z pelotonu dosprintoval Biniam Girmay (Intermarché–Wanty–Gobert Matériaux). Na začátku stoupání jel peloton stabilním tempem, pak se však jeho určování ujal tým Alpecin–Fenix. Caleb Ewan (Lotto–Soudal) z hlavní skupiny odpadl poté, co utrpěl mechanickou závadu a Mark Cavendish brzy odpadl také. Poblíž vrcholu odpadl i Arnaud Démare (Groupama–FDJ). Na začátku sjezdu čítal náskok úniku již pouhou minutu, tu pak ztrácela také Démarova skupina na peloton. 2 minuty ztrácela Cavendishova skupina, Ewan a další pak 4 minuty. Po sjezdu se Dénarova skupina vrátila do pelotonu, jenž 66 km před cílem dojel únik. Skupiny Cavendishe a Ewana později vzdaly stíhací boj, nebiť se nebyly schopné vrátit do hlavni skupiny. Na sprintu o sekundy se pokusil sprintovat João Almeida (UAE Team Emirates), jeden z favoritů na celkové vítězství. O maximum 3 sekund ho však obral rychlejší Ben Swift (Ineos Grenadiers). Následně začal boj o pozice před závěrečným sprintem o etapové vítězství. Do cílové roviny byl ve skvělé pozici dovezen Démare díky práci svých týmových kolegů a ve sprintu za sebou udržel druhého Fernanda Gaviriu (UAE Team Emirates) i třetího Giacoma Nizzola (Israel–Premier Tech). V celkovém pořadí neproběhly žádné změny kromě toho, že se Almeida díky 2 bonusovým sekundám posunul na celkové 7. místo. V sekundárních klasifikacích proběhla změna na vedoucí příčce v bodovací soutěži, v níž se novým lídrem stal právě Démare.
V šesté etapě projeli závodníci 192 km z Palmi do Scalei. Na trase byla 2 stoupání, 12 km po startu byl zařazem nehodnocený kopec, jenž byl následován kategorizovaným stoupáním 4. kategorie do Aeroporto L. Razza. Ten byl dlouhý 4,1 km a měl průměrný sklon 3,7 %. Po sjezdu byl zbytek stoupání převážně rovinatý, kromě pár menších stoupání těsně před cílem. Hned po oficiálním startu vzniklo pár pokusů o únik, ale až 170 km před cílem ujel Diego Rosa (Eolo–Kometa), jenž se stal jediným uniknuvším závodníkem dne. Získal si náskok přibližně 5 a půl minuty a následně začal být kontrolován sprinterskými týmy. 151 km před cílem se pokusilo z pelotonu zaútočit trio jezdců týmu Drone Hopper–Androni Giocattoli Filippo Tagliani, Eduardo Sepúlveda a Simone Ravanelli. Na sprintu o body do bodovací soutěže získali závodníci v úniku maximum bodů, v pelotonu přesprintoval Biniam Girmay (Intermarché–Wanty–Gobert Matériaux) Arnauda Démara (Groupama–FDJ) o zbývající body. 141 km před cílem byli Sepúlveda, Tagliani i Ravanelli dojeti poté, co nebyli schopní Rosu dojet. Po zbytek etapy byl Rosův náskok pelotonem postupně stahován. Na sprintu o sekundy si pro druhé místo dosprintoval Tagliani, aby zvýšil vedení ve sprinterské soutěži, pro 1 sekundu za třetí příčku si dojel Lennard Kämna (Bora–Hansgrohe), který snížil svůj náskok na vedoucího závodníka celkového pořadí Juana Pedra Lópeze (Trek–Segafredo). 27,6 km před cílem byl Rosa dojet pelotonem, jenž se začal připravovat na další hromadný sprint. Na čele pelotonu se objevily vlaky sprinterských týmů a závodníků pro celkové pořadí. Mark Cavendish (Quick-Step–Alpha Vinyl) byl první, kdo zahájil svůj sprint. Zpoza jeho zadního kola začal sprintovat Caleb Ewan (Lotto–Soudal), jehož rychlosti využil Démare a těsně ho v cíli porazil pomocí hození kola před cílovou páskou, tudíž získal druhý etapový triumf v řadě. Cavendish dojel třetí, zatímco Girmay dokončil čtvrtý. Nejlepší pětku završil pátý Giacomo Nizzolo (Israel–Premier Tech). V celkovém pořadí a sekundárních soutěžích neproběhly žádné změny.
Sedmá etapa, dlouhá 196 km, měla zvlněnou trasu mezi městy Diamante a Potenza. Po počáteční rovinaté sekci a prvních malých kopcích se peloton dostal k patě stoupání 2. kategorie Passo Colla (9,3 km, průměrný sklon 4,5 %). Dalším stoupáním na trase bylo Monte Sirino, kopec 1. kategorie s délkou 24,4 km a s průměrným sklonem 3,8 % s rovinatými a sjezdařskými částmi. Po sjezdu následovalo nezařazené stoupání a po dalším kratším sjezdu přišel 60,4 km před cílem kopec 2. kategorie Mont. Grande di Viggiano (6,6 km, průměrný sklon 9,1 %). Po dalším sjezdu a dalším nezařazeném stoupání následoval poslední hodnocený kopec dne, stoupání 3. kategorie La Sellata (7,8 km, průměrný sklon 5,9 %). Po kratším sjezdu následoval sprint o bonusové sekundy a po dalším sjezdu k cíli v Potenze následovalo cílové stoupání, 350 m dlouhé s průměrným sklonem 8 % a maximálním sklonem 13 %. Ze začátku etapy se do úniku marně pokoušely dostat různé skupiny závodníků, až na Passo Colla ujel Wout Poels (Team Bahrain Victorious), jenž na vrcholu posbíral maximum bodů do vrchařské soutěže. Ve sjezdu se dopředu dostali Davide Formolo (UAE Team Emirates) a Anthony Perez (Cofidis), kteří byli brzy následováni skupinou dalších 9 jezdců. Chvíli poté z pelotonu překvapivě zaútočil Richard Carapaz (Ineos Grenadiers) spolu s týmovým kolegou Jhonatanem Narváezem a Mathieuem van der Poelem (Alpecin–Fenix) a brzy dojeli vedoucí skupinu. Z ní zaútočil Formolo a Jorge Arcas (Movistar Team), zatímco zbytek skupiny byl dojet pelotonem. Arcas mezitím odpadl a z pelotonu zaútočil a Formola dojel Davide Villella (Cofidis). Na stoupání Monte Sirino se dopředu dostali Koen Bouwman (Team Jumbo–Visma) a Poels. Chvíli poté dopředu je dojeli i Bauke Mollema (Trek–Segafredo), Diego Camargo (EF Education–EasyPost) a Bouwmanův týmový kolega Tom Dumoulin a vznikla tak čelní sedmičlenná skupina. Jejich náskok vyrostl na 5 a půl minuty, v ten moment však začal v pelotonu pracovat tým lídra závodu Juana Pedra Lópeze Trek–Segafredo, neboť Bouwmanova ztráta na Lópeze byla právě 5 a půl minuty, tímpádem se začal virtuálně dostávat do vedení celkového pořadí. Na vrcholu Monte Sirino si Bouwman dosprintoval pro maximum bodů do vrchařské soutěže. Těsně před Mont. Grande di Viggiano Villella spadl, ale dokázal se dotáhnout zpět. Na samotném stoupání odpadl Poels, zatímco Bouwman znovu získal maximum bodů do vrchařské soutěže. Na stoupání La Sellata začali Dumoulin, Mollema a Formolo útočit a odpárali tak Villellu a Camarga. V jednu chvíli odpadl i Bouwman, avšak před vrcholem kopce se dokázal dostat zpátky a znovu získal maximum bodů do vrchařské soutěže. Na závěrečném nezařazeném stoupání zkoušeli útočit jak Mollema, tak Formolo, a svým úsilím odpárali Dumoulina. Ten se 3,2 km před cílem vrátil zpět do skupiny a začal připravovat Bouwmana na závěrečný sprint. Ten začal sprintovat 200 m před cílem. Nikdo nebyl schopen se vyrovnat jeho rychlosti a získal tak svou první etapu na Grand Tours. Mollema dojel druhý, Formolo třetí, Dumoulin čtvrtý se ztrátou 19 sekund a Villella, jenž stíhal vedoucí skupinu, pátý se ztrátou 2 minut 25 sekund na vítězného Bouwmana. V pelotonu tým Ineos Grenadiers po zbytek dne určoval na čele pravidelné tempo, sprint o 6. místo vyhrál Lennard Kämna (Bora–Hansgrohe). V celkovém pořadí neproběhly žádné změny, ve vrchařské soutěži vystřídal Kämnu na nejvyšší příčce Bouwman.
Osmá etapa, dlouhá 153 km, provedla závodníky okolím Neapole po kopcovitém okruhu startujícím i končícím v již zmiňovaném městě. Prvních pár kilometrů obsahovalo 2 nezařazené kopce, po dosažení města Bacoli 58,6 km po startu jezdci najeli na okruh obsahující stoupáni Monte di Procida (2,1 km s průměrným sklonem 6 %) a Lago Lucrino (700 m s průměrným sklonem 9,3 %), který museli absolvovat čtyřikrát. Poslední průjezd Monte di Procida byl klasifikován jako vrchařská prémie 4. kategorie. Okruh závodníci opustili po posledním absolvování Lago Lucrino, tedy 25,8 km před cílem. Do finiše v Neapoli pak museli přejet ještě 2 nekategorizovaná stoupání. V prvních několika kilometrech se z pelotonu utrhl únik obsahující 21 závodníků, mezi nimiž byli například Mathieu van der Poel (Alpecin–Fenix), Biniam Girmay (Intermarché–Wanty–Gobert Matériaux), Diego Ulissi (UAE Team Emirates), Thomas De Gendt (Lotto–Soudal), Mauro Schmid (Quick-Step–Alpha Vinyl), Wout Poels (Team Bahrain Victorious). Nejlépe umístěným únikářem v celkovém pořadí byl Guillaume Martin (Cofidis), jenž na vedoucího Juana Pedra Lópeze (Trek–Segafredo) ztrácel 4 minuty 6 sekund. 7,2 km po startu se van der Poel pokusil zaútočit z úniku, ale neúspěšně. V pelotonu se únik pokoušel sjíždět tým EF Education–EasyPost, ale také neúspěšně. Na čele pelotonu je nakonec vystřídal Lópezův tým Trek–Segafredo, jenž kontroloval náskok přední skupiny kvůli přítomnosti Martina. Maximálním rozdílem tak byly 2 minuty a 30 sekund. Na sprintu o body do bodovací soutěže 37,3 km po startu si pro maximum bodů dojel Girmay. Snížil tak ztrátu na Arnauda Démara (Groupama–FDJ) v této klasifikaci na 41 bodů. 89 km před cílem se z úniku stáhl do pelotonu Jasha Sütterlin (Team Bahrain Victorious), na čele tak zůstalo 20 jezdců. 46,3 km před cílem se znovu pokusil zaútočit van der Poel, ale stejně jako v předchozím případu byl dojet. Kvůli tomuto nástupu se však únik začal dělit. 42,8 km zaútočil Davide Gabburo (Bardiani–CSF–Faizanè). Dojet ho byli schopní pouze Thomas De Gendt, Harm Vanhoucke (oba Lotto–Soudal), Jorge Arcas (Movistar Team) a Simone Ravanelli (Drone Hopper–Androni Giocattoli), ten však brzy odpadl. Rychle si vybudovali náskok okolo 20 sekund na stíhací skupinu a díky dobré spolupráci svůj náskok ještě zvyšovali. Na posledním průjezdu Lago Lucrino se kvůli nástupům rozdělila stíhací skupina a zbyli v ní pouze Schmid, van der Poel, Girmay, Martin a Poels. Vedoucí skupina vedla maximálně o 40 sekund, jejich náskok však začal pomalu klesat. 4 km před cílem, v moment, kdy náskok přední skupiny byl pouhých 20 sekund, zaútočil ze stíhací skupiny van der Poel a Girmay, zatímco Schmid se je brzy pokusil dojet. Náskok vedoucí skupiny klesl až na 8 sekund, ale i to stačilo k tomu, aby mohli bojovat o triumf v etapě. V závěru rozjel Vanhoucke sprint De Gendtovi, který za sebou nechal Gabbura i Arcase a získal tak etapové vítězství. Girmay a van der Poel byli dojeti Schmidem. Ti bojovali o 5. místo, které získal Girmay. Poels a Martin dojeli 33 sekund za vítězem. V pelotonu se na závěrečném stoupání pokusil ujet Lennard Kämna (Bora–Hansgrohe), ale jeho útok byl pokryt Lópezem. Do cíle hlavní pole dojelo 3 a půl minuty za vítězným De Gendtem, což znamenalo, že se Martin posunul na průběžné 4. místo v celkovém pořadí se ztrátou 1 minuty na Lópeze. V celkovém pořadí ani v druhotných klasifikacích pak už jiné změny neproběhly.
Devátá etapa byla poslední zkouškou pro závodníky před druhým dnem volna a zahrnovala vrcholový finiš na Blockhausu. Ten byl naposled využit v roce 2017, kdy se etapovým vítězem stal Nairo Quintana. Hned v prvních 37,6 kilometrech dne závodníci absolvovali stoupání 3. kategorie Valico del Macerone a dvě stoupání 2. kategorie, jmenovitě Rionero Sannitico a Roccaraso. Po dalších 99,8 km, v jejichž průběhu se 87,5 km před cílem ve Filettu nacházela prémie nabízející body do bodovací soutěže, jezdci závodili po zvlněné trase, než se 53,6 km před cílem dostali k patě stoupání 1. kategorie, Passo Lanciano (10,3 km; průměrný sklon 7,6 %), jehož vrchol se nacházel 43,3 km před cílem. Po sjezdu závodníci vjeli na nezařazené stoupání k prémii o bonusové sekundy umístěné u paty cílového Blockhausu 13,5 km před cílem. Samotné závěrečné stoupání oficiálně začíná 13,6 km před cílem a má průměrný sklon 8,4 %. Závěrečných 10 km pak mělo průměrný sklon 9,4 %. Hned ze začátku etapy se do úniku pokusilo dostat několik závodníků, mimo jiné lídr vrchařské soutěže Koen Bouwman (Team Jumbo–Visma) a Mathieu van der Poel (Alpecin–Fenix), avšak byli dojeti. Na stoupání Rionero Sannitico nastoupil Diego Rosa (Eolo–Kometa), do jehož stíhání se pustili Natnael Tesfatsion (Drone Hopper–Androni Giocattoli) a Joe Dombrowski (Astana Qazaqstan Team). Za nimi se vydalo dalších 6 závodníků, a to Nans Peters, Felix Gall (oba AG2R Citroën Team), Filippo Zana (Bardiani–CSF–Faizanè), Eduardo Sepúlveda (Drone Hopper–Androni Giocattoli), Jonathan Caicedo (EF Education–EasyPost) a James Knox (Quick-Step–Alpha Vinyl). Na tomto kopci se také stala nehoda, do níž se zapojil také Pello Bilbao (Team Bahrain Victorious), všichni závodníci však vyvázli bez zranění. Ve sjezdu se spojilo všech 9 uprchlíků a utvořili tak denní únik. Jejich náskok vystoupal ke 4 a půl minutám, v pelotonu však začal pracovat tým Trek–Segafredo, a poté, co se mezera zvětšila o další minutu, ji v pelotonu začal kontrolovat Jonathan Castroviejo (Ineos Grenadiers). 62 km před cílem v úniku dvakrát zaútočil Peters a poodjel společně s Tesfatsionem. Ze stíhací skupiny je dojel pouze Sepúlveda. Na stoupání Passo Lanciano se do čela dostal i Rosa, který pak 49 km před cílem zaútočil a udržel se ho pouze Tesfatsion. Zbytek úniku se rozdělil a někteří jezdci byli dojeti pelotonem. Ve sjezdu sjel Tesfatsion ze silnice a spadl do křoví u cesty, ale nakonec v závodu pokračoval. Mikel Landa (Team Bahrain Victorious), měl také nehodu, ale vyvázl bez vážných zranění. Na nezařazeném stoupání byl Rosa dojet Petersem a Dombrowskim, ale v situaci, kdy byl peloton už pouhou 1 minutu za nimi. Dombrowski byl nakonec posledním nedojetým členem úniku, dokud nebyl 15,7 km před cílem dojet. Na Blockhausu určoval tempo Rui Costa (UAE Team Emirates) a po něm tým Ineos Grenadiers. 12,6 km před cílem z pelotonu odpadl Giulio Ciccone (Trek–Segafredo) a krátce poté i Simon Yates (Team BikeExchange–Jayco), jenž trpěl kvůli zranění kolene ze 4. etapy. Krátce poté odpadl další favorit, a to Wilco Kelderman (Bora–Hansgrohe). Asi 8 km před cílem byl po menší nehodě odpárán lídr závodu Juan Pedro López (Trek–Segafredo) z hlavní skupiny, která se čím dál tím víc zmenšovala. 4,6 km před cílem zaútočil Richard Carapaz (Ineos Grenadiers) a následovat ho byli schopní jen Romain Bardet (Team DSM) a Landa. Za nimi se utvořila stíhací skupina, v níž byli João Almeida (UAE Team Emirates), Jai Hindley (Bora–Hansgrohe), Vincenzo Nibali (Astana Qazaqstan Team), Domenico Pozzovivo (Intermarché–Wanty–Gobert Matériaux) a Alejandro Valverde (Movistar Team). Valverde a Nibali odpadli, zatímco Almeida pomalu dojel závodníky na čele. Do skupiny se později dostali i Hindley a Pozzovivo. Bardet a Pozzovivo odděleně zaútočili, k Bardetovi se připojil Carapaz a Landa, ale znovu byli dojeti. Do závěrečné roviny tak vjela šestičlenná skupina favoritů, která ve sprintu bojovala o vítězství. To získal Hindley, před druhým Bardetem a třetím Carapazem. Do nejlepší pětky se vešel také čtvrtý Almeida a pátý Landa. López do cíle dojel se ztrátou 1 minuty a 46 sekund, což mu stačilo k tomu, aby si udržel růžový dres. V celkovém pořadí se Almeida, Bardet, Carapaz i Hindley posunuli do top 5 se ztrátou 20 sekund na Lópeze. Guillaume Martin (Cofidis) se propadl na 6. místo se ztrátou 28 sekund, další sekundu pak po etapě ztrácel sedmý Landa. Posledním jezdcem se ztrátou na Lópeze menší než 1 minuta byl Pozzovivo (54 sekund). V sekundárních klasifikacích se udála změna na čele vrchařské soutěže, jejímž novým lídrem se stal Rosa díky bodům, které posbíral v průběhu dne.

### Druhý týden
Desátá etapa, první zkouška po dni odpočinku, provedla závodníky 196 km dlouhou trasou z Pescary do Jesi. První polovina trasy byla čistě rovinatá, avšak od sprinterské prémie nabízející body do bodovací soutěže 96,6 km před cílem začal kopcovatý terén. Jeho součástí bylo několik krátkých, nezařazených stoupání společně se stoupáními 4. kategorie Crocette di Montecosaro, Recanati, a Monsano. Poslední zmiňovaný kopec vrcholil 8,5 km před cílem. 42,4 km před cílem byla ve městě Filottrano umístěna prémie o bonusové sekundy. Pár kilometrů po začátku etapy se utvořil únik, do něhož se dostali Lawrence Naesen (AG2R Citroën Team) a Mattia Bais (Drone Hopper–Androni Giocattoli). Po chvíli se k nim z pelotonu připojil také Alessandro De Marchi (Israel–Premier Tech). Peloton jim umožnil získat maximální náskok 6 a půl minut a poté se na čelo dostavily týmy Alpecin–Fenix a Intermarché–Wanty–Gobert Matériaux se zájmem kontrolovat ztrátu na únik. Asi 89 km před cílem z pelotonu zaútočil Christopher Juul-Jensen (Team BikeExchange–Jayco), ale neuspěl. V pelotonu došlo k menši nehodě, do níž se zamotal i Richard Carapaz (Ineos Grenadiers), avšak nebyl nijak vážně zraněn. Na sprinterské prémii o body do bodovací soutěže získal maximální odměny únik, pro zbytek bodů si z pelotonu dosprintoval Arnaud Démare, který tak navýšil své vedení v bodovací soutěži. Ve zvlněné části trasy z pelotonu odpadli Caleb Ewan (Lotto–Soudal) a Mark Cavendish (Quick-Step–Alpha Vinyl). 70,5 km před cílem se pokusil zaútočit David de la Cruz (Astana Qazaqstan Team), ale byl brzy dojet hlavní skupinou. Asi 57 km před cílem měl Mathieu van der Poel (Alpecin–Fenix) mechanický problém, ale byl schopen se dostat zpět do pelotonu. 33 km před cílem z pelotonu znovu zaútočil Juul-Jensen a tentokrát byl pokryt Driesem De Bondtem (Alpecin–Fenix) a Lorenzem Rotou (Intermarché–Wanty–Gobert Matériaux). Tento útok byl však také zlikvidován pelotonem. Na čele mezitím De Marchi odpáral Baise a Naesena, kteří se propadli do pelotonu. Sám De Marchi byl dojet 20,8 km. Na posledním kategorizovaném stoupání Monsano nasadil tým Ineos Grenadiers ostré tempo, aby odpárali sprintery jako Démare, Fernando Gaviria (UAE Team Emirates) a Giacomo Nizzolo (Israel–Premier Tech). V závěrečných kilometrech etapy se událo hned několik útoků. Alessandro Covi (UAE Team Emirates) a Vincenzo Nibali (Astana Qazaqstan Team) odděleně zaútočili, ale oba byli brzy dojeti. Zaútočil též Simon Yates (Team BikeExchange–Jayco), jehož následovali Davide Formolo (UAE Team Emirates), Giulio Ciccone (Trek–Segafredo) a van der Poel, ale tento pokus o únik byl zmařen týmem Intermarché–Wanty–Gobert Matériaux. Van der Poel se sám pokusil zaútočit, ale také byl dojet. Dalšími útočícími závodníky byli také Carapaz a Hugh Carthy (EF Education–EasyPost), jejich pokusy však neuspěly. Vše tedy směřovalo k redukovanému hromadnému sprintu. Domenico Pozzovivo (Intermarché–Wanty–Gobert Matériaux) rozjel sprint svému týmovému kolegovi Biniamu Girmayovi, jenž zpoza jeho zadního kola začal sprintovat. Van der Poel se snažil Girmaye předjet, ale ke konci mu došly síly, a tak se Girmay stal prvním černošským vítězem etapy na Grand Tours. V celkovém pořadí ani v sekundárních soutěžích neproběhly žádné změny, růžový dres si tak udržel Juan Pedro López (Trek–Segafredo).
Jedenáctá etapa Gira zavedla závodníky z města Santarcangelo di Romagna do města Reggio Emilia. Na trase dlouhé 203 km se nevyskytovala žádná stoupání a tak byl v cíli očekáván sprinterský dojezd. Hned po oficiálním startu se do úniku dostali Filippo Tagliani (Drone Hopper–Androni Giocattoli) a Luca Rastelli (Bardiani–CSF–Faizanè). Jejich náskok dosáhl nejvýše 5 minut, poté ho začaly kontrolovat sprinterské týmy v pelotonu. Na sprinterské prémii o body do bodovací soutěže 126,6 km před cílem únik posbíral maximum bodů, z pelotonu si pro zbylé body dosprintoval Mark Cavendish (Quick-Step–Alpha Vinyl) před lídrem bodovací soutěže Arnaudem Démarem (Groupama–FDJ). Na nekrytých cestách se tempo v pelotonu rychle zvýšilo, a tak byl únik dojet již 92,1 km před cílem. V jeden moment byla z pelotonu odtržena skupina, v níž byl i Caleb Ewan (Lotto–Soudal), ta se však byla schopná vrátit zpět. Na prémii o bonusové sekundy získal maximální 3 sekundy Richard Carapaz (Ineos Grenadiers). V průběhu dne byly pokusy o rozdělení pelotonu, ale síla větru nebyla dost velká. 58 km před cílem z pelotonu zaútočil Dries De Bondt (Alpecin–Fenix). Vybudoval si náskok až půl minuty, ale byl pod kontrolou pelotonu. Dojet byl 1,3 km před cílem. Ve sprintu o vítězství se zpočátku jako nejsilnější ukázali Fernando Gaviria (UAE Team Emirates) a Simone Consonni (Cofidis), ale ve finále byli přesprintováni Albertem Dainesem (Team DSM), jenž získal své první etapové vítězství na Grand Tours. Gaviria získal 2. místo, Consonni obsadil poslední zbývající pódiovou příčku. Na čtvrtém, pátém a šestém místě se pak umístili Démare, Ewan a Cavendish. Juan Pedro López (Trek–Segafredo) si udržel vedení v celkovém pořadí, v němž se Carapaz díky bonusovým sekundám posunul na stejný čas jako João Almeida (UAE Team Emirates). V sekundárních klasifikacích pak žádná změna neproběhla.

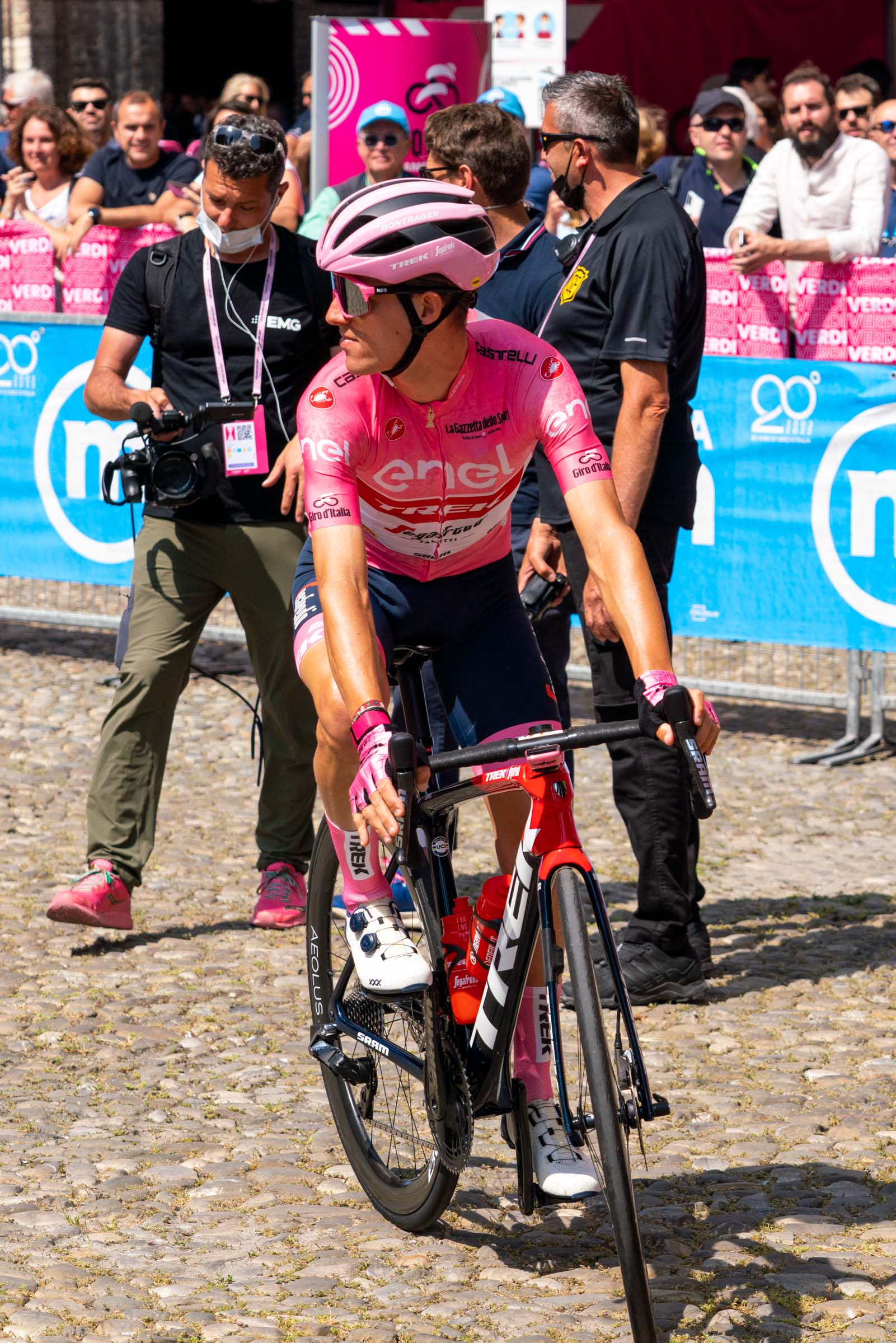
Lídr závodu Juan Pedro López (Trek–Segafredo) před startem 12. etapy

Dvanáctá etapa byla se svými 204 kilometry nejdelší etapou závodu a svým kopcovitým terénem nabízela šanci útočným závodníkům. Hned od startu jezdci jeli do mírného kopce a poté, co projeli prémii nabízející body do bodovací soutěže 56,9 km po startu, museli zdolat stoupání třetí kategorie Passo del Bocco. Na tento vrchol se peloton Gira vrátil poprvé od roku 2011, kdy při sjezdu z tohoto stoupání tragicky zahynul Wouter Weylandt. Po sjezdu a krátkém rovinatém úseku se 64,1 km před cílem závodníci dostali k prémii nabízející bonusové sekundy. Krátce poté následovalo další stoupání třetí kategorie La Colleta. Sjezd z něj vedl k nejtěžšímu kopci dne, stoupání třetí kategorie Valico di Trensasco (4,3 km s průměrným sklonem 8 %), jehož vrchol ležel 30 km před cílem. Poté následoval sjezd a rovinatá sekce, která se táhla až do cíle. Před startem etapy oznámil Caleb Ewan (Lotto–Soudal), že odstupuje ze závodu, protože se chtěl soustředit na Tour de France. V průběhu prvních kilometrů etapy proběhl velký boj o únik. Dopředu se dostalo hned několik skupin, ale všechny byly sjety. Na prémii o body do bodovací soutěže si pro maximum bodů dojel Arnaud Démare (Groupama–FDJ) a zvýšil tak svůj náskok v boji o maglia ciclamino. Krátce poté se vepředu utrhla skupina 22 jezdců. Do ní se také pokusila dostat skupinka zahrnující Richarda Carapaze (Ineos Grenadiers), ale byla brzy dostižena hlavní skupinou. Dopředu se také pokusilo dojet duo Alessandro De Marchi (Israel–Premier Tech) a Dries De Bondt (Alpecin–Fenix), ale znovu neúspěšně. Po nich však následoval úspěšný pokus Lucy Coviliho, Davideho Gabbura (oba Bardiani–CSF–Faizanè) a Edoarda Zardiniho (Drone Hopper–Androni Giocattoli); na čele se tak ocitlo 25 závodníků. Nejlépe umístěným závodníkem v celkovém pořadí byl Wilco Kelderman (Bora–Hansgrohe) se ztrátou 11 minut. Peloton je tak nechal bojovat o etapový triumf. Přes stoupání i sjezd z Passo del Bocco únik projel pospolu, až na La Collettě zaútočil Lorenzo Rota (Intermarché–Wanty–Gobert Matériaux). Dojet ho byli schopní jen Stefano Oldani (Alpecin–Fenix) a Gijs Leemreize (Team Jumbo–Visma). Ve sjezdu se je pokusili dohnat další jezdci, ale neúspěšně. K patě závěrečného stoupání dne přijeli 3 vedoucí závodníci s minutovým náskokem. Na něm začal stíhací skupině odjíždět Santiago Buitrago (Team Bahrain Victorious). Pouze Lucas Hamilton (Team BikeExchange–Jayco), Bauke Mollema (Trek–Segafredo) a Kelderman se ho byli schopní udržet. Podařilo se jim na vrcholu náskok vedoucí skupiny srazit pod půl minutu, ale nepodařilo se jim jej dostat ještě níž. Náskok pak vyrostl zpět k 1 minutě. V posledním kilometru zaútočil Leemreize, ale Oldani i Rota na něj rychle zareagovali. Leemreize začal sprintovat 300 m před cílem. Oldani a Rota ho předjeli a ve sprintu se utkali o vítězství. To nakonec získal Oldani, jenž tak získal své první profesionální vítězství. Stíhací skupina dojela do cíle 57 sekund za nimi, peloton pak se ztrátou necelých 9 minut. Kelderman se v celkovém pořadí posunul na průběžné 12. místo, Hamilton na 16. příčku. Juan Pedro López (Trek–Segafredo) si udržel růžový trikot, v celkovém pořadí ani v sekundárních klasifikacích už poté neproběhly žádné další změny.
Třináctá etapa nabídla předposlední šanci pro sprintery se svou 150 km dlouhou trasou ze Sanrema do Cunea. Po rovinatém startu začal mírně stoupat terén směrem k prémii nabízející body do bodovací soutěže 43,7 km po startu. Krátce poté závodníci přejeli jediné kategorizované stoupání, kopec 3. kategorie Colle di Nava (10,1 km s průměrným sklonem 6,7 %). Vrchol stoupání se nacházel 95,5 km před cílem. Zbytek etapy byl převážně rovinatý, 38 km před cílem byla umístěna prémie nabízející bonusové sekundy. 9 km po startu se utvořil únik dne, do něhož se dostali Nicolas Prodhomme (AG2R Citroën Team), Filippo Tagliani (Drone Hopper–Androni Giocattoli), Julius van den Berg (EF Education–EasyPost), Mirco Maestri (Eolo–Kometa) a Pascal Eenkhoorn (Team Jumbo–Visma). Spoluprací si získali náskok asi 3 a půl minut, pak však začali být kontrolováni sprinterskými týmy. Těsně před Colle di Nava odstoupil Romain Bardet (Team DSM), 4. muž celkového pořadí, kvůli žaludečním problémům. Na prémii nabízející body do bodovací soutěže získal únik maximum bodů, pro zbytek si z pelotonu dosprintoval Arnaud Démare (Groupama–FDJ) a zvýšil tak svůj náskok na čele bodovací soutěže. Na samotném stoupání zvolil peloton pomalé tempo, tudíž neodpadli žádní sprinteři. Únik si tak mohl vybudovat náskok až 7 minut. V průběhu stoupání odpadl Tagliani a na čele tak zůstali 4 závodníci. Po vrcholu kopce začaly sprinterské týmy posílat své jezdce na čelo pelotonu, ale únik dobře spolupracoval a jejich náskok klesal velmi pomalu. 30 km před cílem si stále drželi náskok okolo 3 minut. Kvůli zvýšenému tempu v pelotonu začalo dělení hlavní skupiny, ale všichni favorité na celkové vítězství zůstali vepředu. Únik byl pomalu stahován a dojet byl nakonec až v posledním kilometru. Groupama–FDJ dovezla Démara do dobré pozice a tímpádem byl schopen vyhrát etapu před druhým Philem Bauhausem (Team Bahrain Victorious) a Markem Cavendishem (Quick-Step–Alpha Vinyl). Mezi nejlepších pět se ještě dostali čtvrtý Fernando Gaviria (UAE Team Emirates) a pátý Alberto Dainese (Team DSM). V celkovém pořadí se kvůli odstoupení Bardeta posunuli o jednu příčku nahoru všichni závodníci pod 4. místem, do top 10 se tak dostal Alejandro Valverde (Movistar Team). Lídrem závodu zůstal Juan Pedro López (Trek–Segafredo), v sekundárních klasifikacích neproběhly žádné změny.
Čtrnáctá etapa zahrnovala vrchařskou trasu ze Santeny do Turína. Po rovinatém začátku a prvních pár malých kopcích se závodníci dostali ke stoupání 3. kategorie Il Pilonetto, jehož vrchol se nacházel 43,3 km po startu. Po dalším nezařazeném stoupání jezdci poprvé projeli kopec Parco del Nobile, po němž následovala prémie nabízející body do bodovací soutěže 70,8 km před cílem. V tento moment závodníci vjeli na okruh, který absolvovali dvakrát a zahrnoval 2 stoupání 2. kategorie, Superga (5 km s průměrným sklonem 8,6 %) a Colle della Maddalena (3,5 km s průměrným sklonem 8,1 %), a nezařazený kopec Parco del Nobile. Při obou průjezdech byla stoupání kategorizována. 4,5 km před cílem se na vrcholu Parco del Nobile nacházela prémie nabízející bonusové sekundy, po níž už následoval pouze sjezd do cíle. Hned po oficiálním startu zaútočil Mathieu van der Poel (Alpecin–Fenix), ale byl brzy dojet. Poté začal boj o únik, který se utvořil až po Il Pilonettu. Poté, co lídr vrchařské soutěže Diego Rosa (Eolo–Kometa) posbíral maximum bodů na vrcholu, se ve sjezdu utvořila dvanáctičlenná skupina. Tým Ineos Grenadiers kontroloval jejich náskok a nenechal ho vystoupat výš než na 2 a půl minuty. Tým Bora–Hansgrohe poté přebral práci na čele pelotonu a začal určovat zuřivé tempo. Hlavní skupina se okamžitě začala trhat a únik byl dojet ještě před prvním výjezdem na Supergu. Původně byli pouze Richard Carapaz (Ineos Grenadiers) a Simon Yates (Team BikeExchange–Jayco) schopní následovat tempo Bory–Hansgrohe, ale později se k nim připojili další favorité, včetně lídra závodu Juana Pedra Lópeze (Trek–Segafredo). Důležití závodníci, kteří se nedostali dopředu, byli João Almeida (UAE Team Emirates), Guillaume Martin (Cofidis), Alejandro Valverde (Movistar Team) a Thymen Arensman (Team DSM). Těsně před Supergou měl Valverde mechanické potíže a ztratil ještě více času. Na samotném stoupání se byl schopen do přední skupiny dostat Almeida, zatímco ostatní ve výsledku ztratili od 8 do 10 minut v průběhu této etapy. Na vrcholu Supergy odpadli další závodníci a vepředu zůstalo pouze 12 jezdců. Wilco Kelderman (Bora–Hansgrohe) pokračoval v určování tempa po zbytek prvního kola a posbíral maximum bodů do vrchařské soutěže na Colle della Maddalena a Superze. Na druhém výjezdu na Supergu zaútočil Jai Hindley (Bora–Hansgrohe) a udrželi se ho pouze Vincenzo Nibali (Astana Qazaqstan Team), Mikel Landa (Team Bahrain Victorious), López a Carapaz. K nim se 30 km před cílem dotáhla skupina, v níž byl Almeida, Pello Bilbao (Team Bahrain Victorious), Emanuel Buchmann (Bora–Hansgrohe), Domenico Pozzovivo (Intermarché–Wanty–Gobert Matériaux) a Yates. Poblíž stoupání odpadl López a ve stejný moment zaútočil Carapaz. Okamžitě si vybudoval náskok přibližně 20 sekund a před patou stoupání Colle della Maddalena se pohyboval mezi 20 a 30 sekundami. Na druhém výjezdu Colle della Maddaleny zaútočil Nibali společně s Hindleym, stíhat se je vydal Yates. Hindley brzy odpáral Nibaliho a asi 14 km před cílem dojel Carapaze. Na vrcholu byli dojeti Yatesem a Nibalim a na čele tak vznikla čtyřčlenná skupina. Ve stíhací skupině zůstal jen Pozzovivo a Almeida. Jejich ztráta byla v jednu chvíli pouhých 12 sekund, ale i přesto nebyli schopní dojet přední skupinu, Almeida dokonce odpadl ve sjezdu. Na posledním nehodnoceném stoupání Parco del Nobile zaútočil Nibali, ale byl brzy dojet. Poté zaútočil Yates, vybudoval si náskok okolo 20 sekund a udržel si ho až do cíle. Získal tak své druhé etapové vítězství na tomto Giru. 15 sekund za ním do cíle dojel druhý Hindley, třetí Carapaz a čtvrtý Nibali. Pozzovivo dojel do cíle 28 sekund za Yatesem, Almeidova ztráta pak činila 39 sekund. Landa a Bilbao ztratili 51 sekund, López pak 4 a půl minut. V celkovém pořadí se stal novým lídrem Carapaz s náskokem 7 sekund před Hindleym. Almeida byl třetí se ztrátou 30 sekund, Landa se posunul na čtvrtou příčku se ztrátou 59 sekund, další 2 sekundy za ním byl pátý Pozzovivo. Nibali se posunul na 8. místo, zatímco López se propadl na 9. místo se ztrátou 4 minut. V sekundárních klasifikacích pak neproběhly žádné změny.

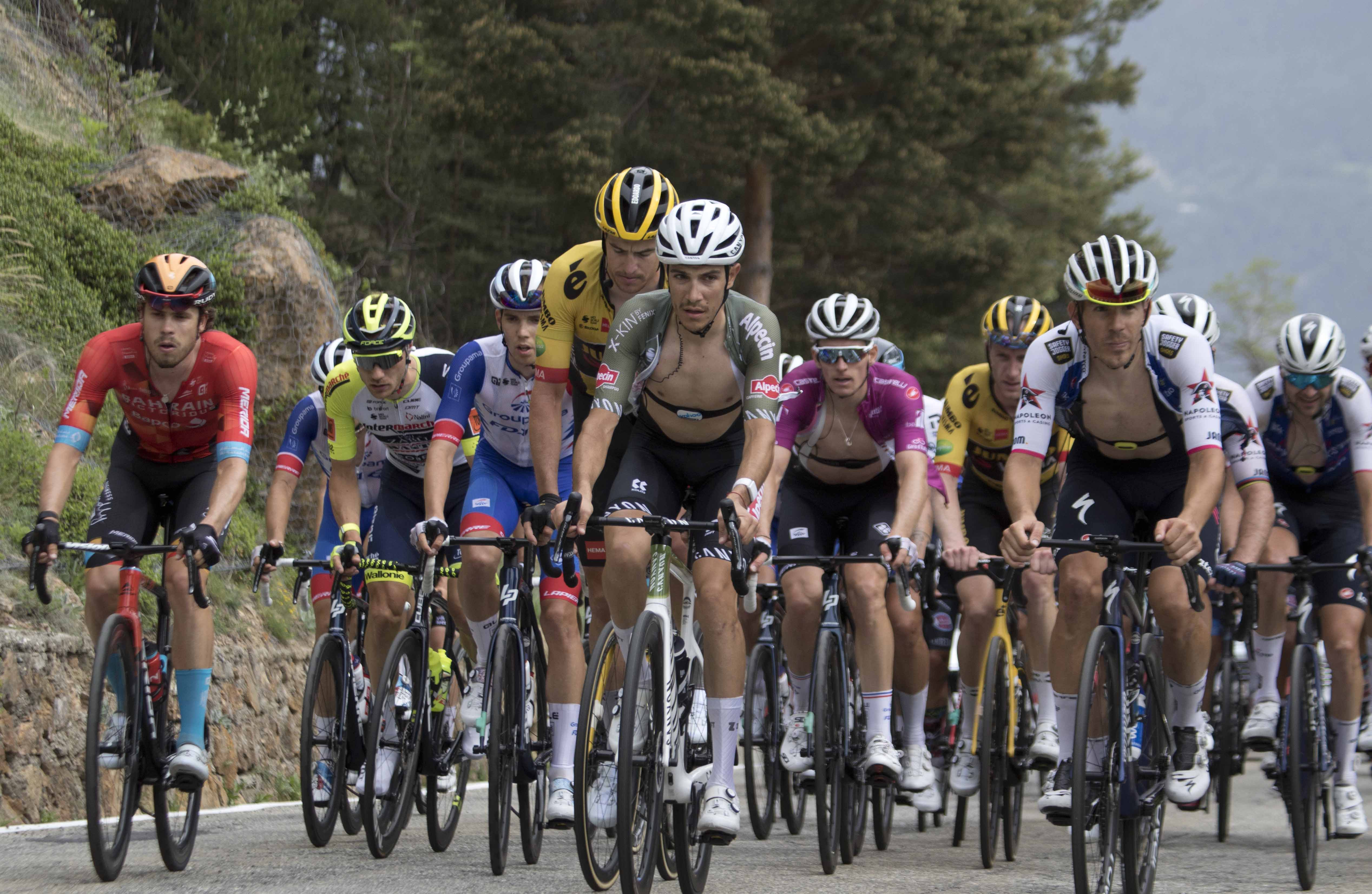
Grupetto v 15. etapě

Patnáctá etapa představovala poslední zkoušku před druhým dnem odpočinku, která zahrnovala tři významná stoupání v druhé polovině. Prvních 90,2 km bylo převážně zvlněné až do prémie nabízející body do bodovací soutěže v Polleinu. Ihned poté závodníci absolvovali stoupání 1. kategorie Pila-Les Fleurs (12,3 km s průměrným sklonem 6,9 %). Po sjezdu do údolí následovala nejtěžší hora dne, stoupání 1. kategorie do Verrogne (13,8 km s průměrným sklonem 7,1 %). Po dalším sjezdu okamžitě následovalo závěrečné stoupání 2. kategorie do Cogne (22,4 % s průměrným sklonem 4,3 %). Prvních 9 km mělo nepravidelný sklon zahrnující tříkilometrovou sekci s průměrným sklonem 7,1 km, naopak posledních 13 km mělo průměrný sklon pouhá 3 %. Prémie nabízející bonusové sekundy byla umístěna 3,2 km před cílem. Hned ze startu se do úniku pokoušelo dostat několik jezdců, stejně jako v předchozích etapách. Po asi 5 km proběhla v pelotonu nehoda, do níž se zamotal lídr závodu Richard Carapaz (Ineos Grenadiers), Mikel Landa (Team Bahrain Victorious) a Simon Yates (Team BikeExchange–Jayco), ale všichni zasažení se zvedli ze země a pokračovali v závodu. Po skoro 80 km se utvořila přední skupina 27 závodníků, která byla rozšířena na 28 poté, co byla dojeta Josém Joaquínem Rojasem (Movistar Team). Jezdci týmu Ineos Grenadiers určovali tempo v pelotonu, zatímco na Pila-Les Fleurs získal maximum bodů do vrchařské soutěže Koen Bouwman (Team Jumbo–Visma) a při absenci lídra vrchařské soutěže Diega Rosy (Eolo–Kometa) v úniku se tak dostal do virtuálního vedení vrchařské soutěže. Ve sjezdu se k němu připojili Mathieu van der Poel (Alpecin–Fenix) a Martijn Tusveld (Team DSM). Společně si vypracovali náskok okolo minuty a půl před začátkem stoupání do Verrogne. Na samotném kopci se začala dělit stíhací skupina, zatímco vedoucí skupina rychle ztrácela čas. Giulio Ciccone (Trek–Segafredo) a Santiago Buitrago (Team Bahrain Victorious) se ukázali jako nejsilnější pronásledovatelé, brzy se k nim pak připojil také Antonio Pedrero (Movistar Team). Předjeli van der Poela a Bouwmana, Tusveld byl s nimi chvíli držet tempo, ale nakonec také odpadl. Poblíž vrcholu se do stíhání vedoucí trojice vydali Hugh Carthy (EF Education–EasyPost) a Rui Costa (UAE Team Emirates). Carthy dojel přední skupinu, Costa mezitím odpadl. Ve sjezdu se však i on společně s Tusveldem dostal dopředu. Na nejprudší pasáži stoupání do Cogne dvakrát zaútočil Ciccone a ve výsledku byl schopen ujet všem ostatním a získal své třetí etwpové vítězství na Giru d'Italia. Druhé místo získal Buitrago, jenž odpáral zbytek úniku, třetí se umístil Pedrero, top pětku doplnili čtvrtý Carthy a pátý Tusveld. Z pelotonu mezitím zaútočil Guillaume Martin (Cofidis), který nakonec získal v celkovém pořadí 2 minuty. Hlavní skupina dorazila do cíle skoro 8 minut za vítězem. Vedení v celkovém pořadí si udržel Carapaz, do top desítky se nově dostal Martin. Novým lídrem vrchařské soutěže se stal Bouwman, v dalších sekundárních klasifikacích se nestaly žádné změny.

### Třetí týden

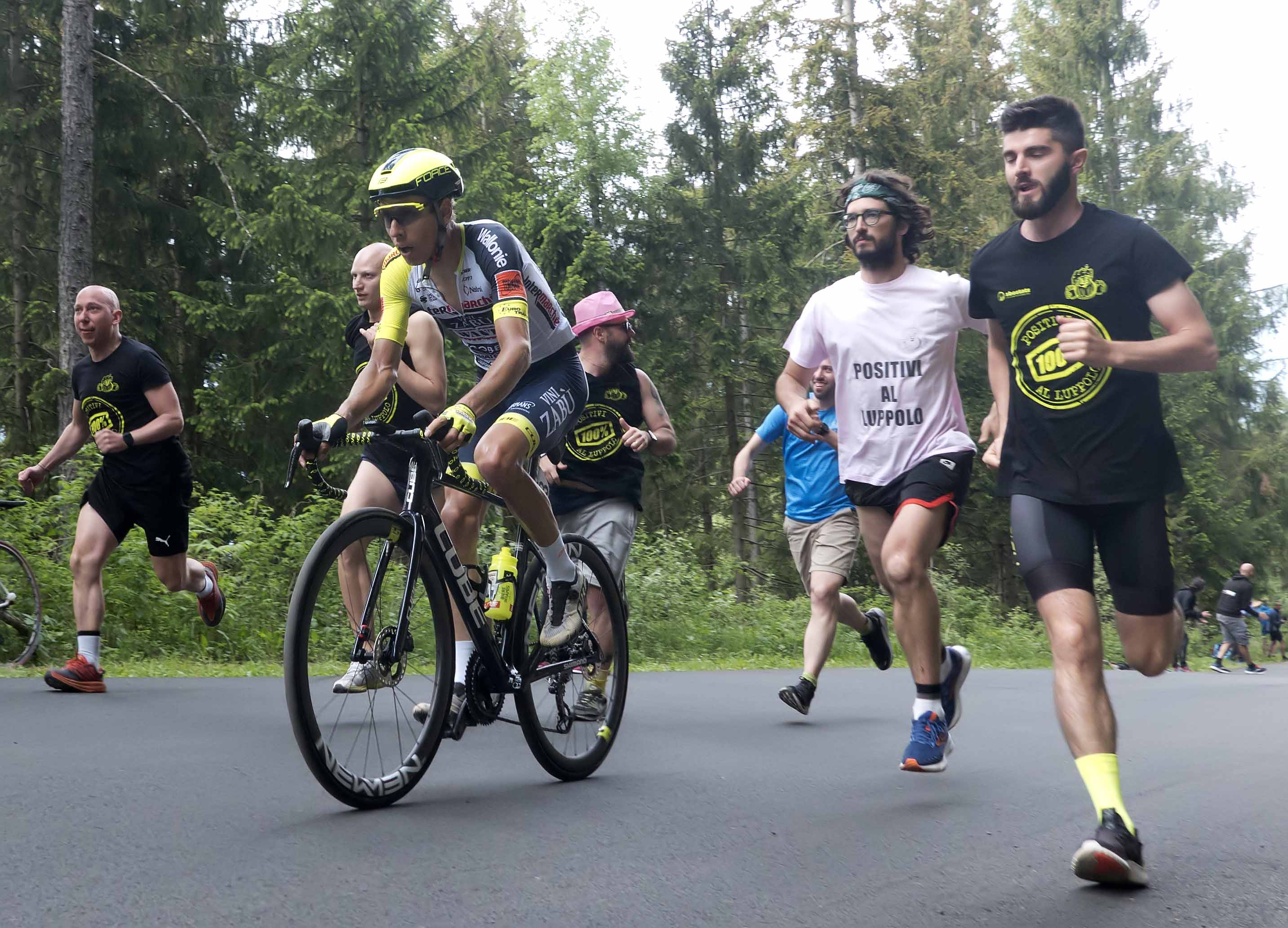
Jan Hirt na čele závodu v 16. etapě

Šestnáctá etapa byla první etapou po posledním dni volna a svou trasou v Dolomitech byla považována za královskou etapu. Po startu ve městě Salò závodníci pozvolna vystoupali k patě prvního kopce dne, stoupání 1. kategorie Goletto di Cadino (19,9 % s průměrným sklonem 6,2 %). Po sjezdu a krátkém průjezdu údolím projeli jezdci 89,4 km před cílem prémií nabízející body do bodovací soutěže, po níž následovalo další stoupání 1. kategorie, Passo del Mortirolo. Tentokrát bylo absolvováno z Edola, z něhož má stoupání 12,6 km s průměrným sklonem 7,6 %. Vrchol průsmyku se nacházel 72,1 km před cílem. Po technickém sjezdu absolvovali neklasifikovaný kopec Teglio (5,1 km s průměrným sklonem 8,7 %), na jehož vrcholu se nacházela prémie nabízející bonusové sekundy. Sjezd poté vedl přímo k patě posledního kopce dne, stoupání 1. kategorie Valico di Santa Cristina (13,5 km s průměrným sklonem 8 %). Posledních 6,6 km má průměrný sklon 10,1 %, vrchol se nachází 6,2 km před cílem. Po krátkém sjezdu už následovala jen mírně stoupavá cílová rovina v Aprice. Výškové převýšení etapy ve výsledku činilo 5250 m. Hned po oficiálním startu se do úniku dostalo 6 jezdců, mezi nimi například Mark Cavendish (Quick-Step–Alpha Vinyl), Thomas De Gendt (Lotto–Soudal) a Mathieu van der Poel (Alpecin–Fenix). Několik závodníků se k nim neúspěšně pokusilo připojit, i tak však byla tato šestice na stoupání Goletto di Cadino sjeta a místo ní se ve předu utvořila dvacetipětičlenná skupina, v níž byli závodníci jako Alejandro Valverde (Movistar Team), Jan Hirt (Intermarché–Wanty–Gobert Matériaux), Guillaume Martin (Cofidis), Simon Yates (Team BikeExchange–Jayco), Giulio Ciccone (Trek–Segafredo), Wilco Kelderman a Lennard Kämna (oba Bora–Hansgrohe). Na čelo pelotonu se ihned usadil tým Ineos Grenadiers a začal kontrolovat jejich náskok. Na vrcholu stoupání vepředu zůstalo 18 jezdců, z nichž maximum bodů do vrchaŕské soutěže získal Ciccone před Koenem Bouwmanem (Team Jumbo–Visma). V krátkém údolí před Mortirolem se skupina rozdělila a vepředu se ocitlo 8 závodníků. Na samotném stoupáni odpadli Lorenzo Rota (Intermarché–Wanty–Gobert Matériaux), Chris Hamilton (Team DSM) a Dario Cataldo (Trek–Segafredo), dopředu se naopak dostali Hirt a Hugh Carthy (EF Education–EasyPost). Na vrcholu Mortirola získal maximum bodů Bouwman a zvýšil tak svůj náskok ve vrchařské soutěži. Na Tegliu odpadl Bouwman a stíhací skupina byla dojeta pelotonem. Náskok šesti jezdců na čele pomalu klesal, ale před stoupáním Valico di Santa Cristina si dokázali udržet tříminutovou mezeru. Těsně před začátkem kopce odjel Kämna a na počátku stoupání už držel náskok 50 sekund na ostatní útočníky. V prudkých pasážích stoupání odděleně zaútočili Thymen Arensman (Team DSM) a Hirt, čímž odpárali Valverdeho a Carthyho. Společně dojeli 8,7 km před cílem Kämnu a hned poté ho odpárali. 7,9 km před cílem Hirt odpáral Arensmana a na vrcholu kopce už měl náskok okolo 15 sekund. Arensman se ho pokoušel sjet na mokrém sjezdu do cíle, ale neúspěšně. Hirt si dojel pro své první etapové vítězství na Grand Tours a stal se pátým českým etapovým vítězem na Giru d'Italia v historii. Arensman do cíle dorazil na druhém místě, 7 sekund za Hirtem. V pelotonu se na Mortirolu na čelo usadil tým Astana Qazaqstan Team a začal určovat rychlé tempo, čímž hlavní pole zredukovali na 12 jezdců. Ve sjezdu zaútočil Vincenzo Nibali (Astana Qazaqstan Team), jenž si vybudoval desetisekundový náskok, ale nakonec raději počkal na skupinu favoritů. V ní mezitím spadl na zem Domenico Pozzovivo (Intermarché–Wanty–Gobert Matériaux), jenž nabral ztrátu až 1 minuty. Ta byla kompletně smazána před Tegliem, neboť v pelotonu došlo ke zpomalení. Až do stoupání Valico di Santa Cristina tempo kontroloval tým Team Bahrain Victorious. Několik favoritů odpadlo, jako Juan Pedro López (Trek–Segafredo) a Martin, kteří oba vypadli z top desítky, později odpadli též Pozzovivo a Emanuel Buchmann (Bora–Hansgrohe). Asi 10 km před cílem kvůli dotyku kol spadl Pello Bilbao (Team Bahrain Victorious) a zdržel tak svého týmového kolegu Mikela Landu, Joãa Almeidu (UAE Team Emirates) a Jaie Hindleyho (Bora–Hansgrohe). Všichni se však dokázali dotáhnout zpět k lídrovi závodu, Richardu Carapazovi (Ineos Grenadiers). 9,5 km před cílem zaútočil Landa a dokázali se ho držet jen Hindley a Carapaz. Do stíhání se vrhli Almeida a Nibali, ten však odpadl a Almeida tak sám stíhal skupinu lídra závodu, která mezitím dojela několik závodníků z úniku. Trio favoritů si svůj náskok udrželo a v cíli si pro 3. místo a 4 bonusové vteřiny dosprintoval Hindley před čtvrtým Carapazem a pátým Landou, minutu a 42 sekund za Hirtem. Almeida ztratil 12 sekund, Nibali ve výsledku 42. Bilbao na Carapaze ztratil okolo 2 minut, Buchmann a Pozzovivo zaostali o necelé 3 minuty. Náskok Carapaze na druhého Hindleyho v celkovém pořadí se zmenšil na 3 sekundy, Almeida zůstal třetí se ztrátou 44 sekund, Landa čtvrtý s mankem 59 vteřin. Nibali se dostal do top pětky před Pozzoviva, Bilbaa a Buchmanna. Hirt a Valverde se svými výkony v úniku dostali do top 10. V sekundárních klasifikacích pak žádné změny neproběhly.

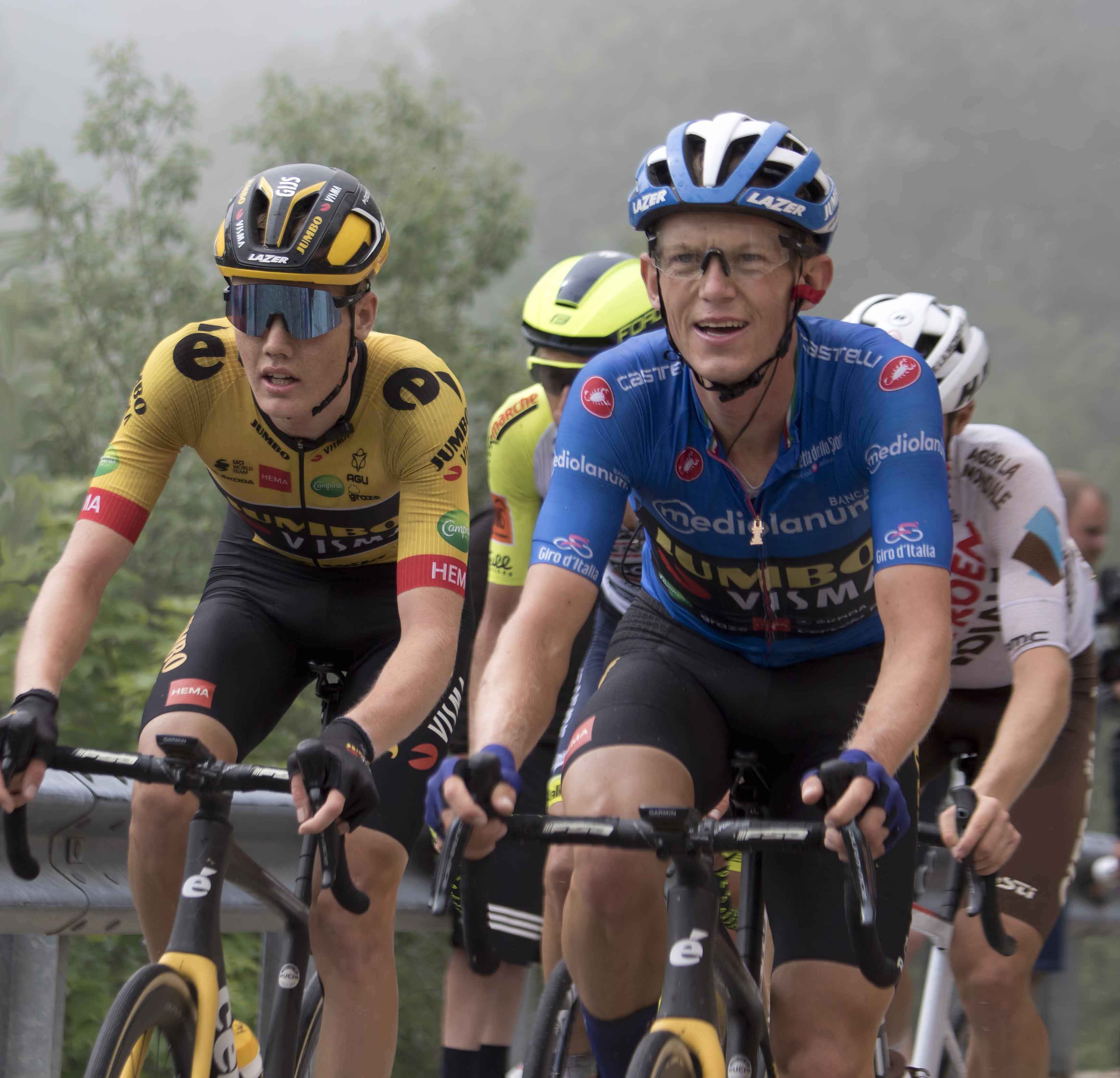
Gijs Leemreize (vlevo) a Koen Bouwman (vpravo, v modrém trikotu) na čele závodu v 17. etapě

Sedmnáctá etapa byla další horskou zkouškou, která čekala na závodníky. Na 168 km dlouhé trase z Ponte di Legno do Lavarone závodníci absolvovali 2 stoupání 1. kategorie. Hned po startu jezdci absolvovali nezařazené stoupání Passo del Tonale (8,6 km s průměrným sklonem 6,3 km). Po něm následoval 70 km dlouhý sjezd k patě kopce 3. kategorie Giovo (5,9 km s průměrným sklonem 6,8 %). Po něm následovala zvlněná trasa až k prémii nabízející body do bodovací soutěže 46,2 km před cílem. Hned poté na závodníky čekalo stoupání 1. kategorie Passo del Vetriolo (11,8 km s průměrným sklonem 7,7 %). Po dalším sjezdu a krátkém průjezdu údolím se jezdci dostali k prémii nabízejíci bonusové sekundy, jež byla umístěna 18,1 km před cílem. Tato prémie také hraničila začátek stoupání 1. kategorie do Monterovere (7,9 km s průměrným sklonem 9,9 %), jehož nejprudší pasáže byly přímo pod vrcholem. Ten se nacházel 7,9 km před cílem a po něm následovala už jen zvlněná trasa až do cíle. Na Passo del Tonale společně zaútočili Felix Gall (AG2R Citroën Team), Hugh Carthy (EF Education–EasyPost), Alessandro Covi (UAE Team Emirates) a Thymen Arensman (Team DSM). Za nimi se utvořilo několik stíhacích skupin, které se spolu s přední skupinou sjely ve sjezdu a vznikla tak přední skupina 25 jezdců. Nejlépe položeným závodníkem v celkovém pořadí v úniku byl Jan Hirt (Intermarché–Wanty–Gobert Matériaux), jenž byl devátý se ztrátou 7 minut. Peloton nebyl ochoten stahovat únik, a tak jejich náskok vystoupal na 6 a půl minut. Na vrcholu stoupání Giovo získal maximum bodů do vrchařské soutěže Koen Bouwman (Team Jumbo–Visma) a zvýšil tak svůj náskok v této klasifikaci. 79 km před cílem se únik rozdělil a vepředu se ocitlo 10 závodníků, ale 70 km před cílem byli dojeti. Krátce poté zaútočil Mathieu van der Poel (Alpecin–Fenix) a zareagovat na něj byli schopní jen Guillaume Martin (Cofidis), Covi a Gall. Společně získávali sekundy na stíhací skupinu a před stoupáním Passo del Vetriolo měli náskok okolo 1 minuty. Na samotném stoupání z přední skupiny odpadl Covi, zatímco ve stíhací skupině dvakrát zaútočil Carthy a při druhém útoku si s sebou vzal i Bouwmana, Hirta a Santiaga Buitraga (Team Bahrain Victorious). Společně dojeli přední skupinu 36 km před cílem. Dopředu se později ještě dostal Gijs Leemreize (Team Jumbo–Visma). Na vrcholu stoupání získal Bouwman znovu maximum bodů do vrchařské soutěže. Ve sjezdu zaútočil Leemreize spolu s van der Poelem a vybudovali si náskok okolo minuty a půl před posledním stoupáním do Monterovere. Na začátku kopce van der Poel ujel Leemreizemu, ale ten ho pomalu dojel a 11 km před cílem ho předjel. Ve stíhací skupině Buitrago odpáral zbytek jezdců a vydal se stíhat Leemreizeho. Dojel ho 8,3 km před cílem a poblíž kopce ho odpáral a dojel si pro vítězství v etapě i přesto, že měl ze začátku etapy nehodu. Leemreize si se ztrátou 35 sekund dojel pro druhé místo a ve sprintu o třetí příčku Hirt porazil Carthyho, na něhož zbyla čtvrtá pozice. Společně ztratili 2 a půl minuty na Buitraga. V pelotonu určoval tempo tým Ineos Grenadiers do stoupání Passo del Vetriolo, kde je vystřídal Team Bahrain Victorious. Podařilo se jim odpárat jezdce jako Alejandro Valverde (Movistar Team) a Domenico Pozzovivo (Intermarché–Wanty–Gobert Matériaux). Na stoupání do Monterovere se na čelo vrátil tým Ineos Grenadiers a svou prací odpáral další závodníky jako Emanuel Buchmann (Bora–Hansgrohe), Pello Bilbao (Team Bahrain Victorious), Vincenzo Nibali (Astana Qazaqstan Team) a João Almeida (UAE Team Emirates). Pár kilometrů před vrcholem zaútočil Mikel Landa (Team Bahrain Victorious) a následovat ho byli schopní jen lídr závodu Richard Carapaz (Ineos Grenadiers) a Jai Hindley (Bora–Hansgrohe). Později se k nim dotáhl také Landův týmový kolega Wout Poels. Společně dojeli do cíle, kde Carapaz a Hindley ujeli Landovi a získali na něj 6 sekund. Almeida ztratil minutu, Nibali se propadl o 2 minuty. Buchmann a Bilbao dokončili 2 a půl minuty za Carapazem, zatímco Valverde a Pozzovivo ztratili přes 9 minut. V celkovém pořadí si Carapaz udržel třísekundové vedení před Hindleym, na třetí místo se posunul Landa se ztrátou 1 minuty a 5 sekund. Almeida se propadl na čtvrté místo se ztrátou skoro 2 minut, Nibali si zachoval svou pátou příčku. Hirt se posunul na osmé místo poté, co dojel do cíle před svými soupeři. Pozzovivo se propadl na deváté místo, zatímco Juan Pedro López (Trek–Segafredo) se posunul zpět do top desítky. V sekundárních klasifikacích se nestaly žádné změny.
Osmnáctá etapa byla po 4 horských etapách v řadě jedinou rovinatou etapou 3. týdne a poslední šancí pro sprintery. Prvních 106,7 km bylo zvlněných a zahrnovalo několik malých stoupání včetně 2 kopců 4. kategorie. Poslední hodnocené stoupání Muro di Ca' del Poggio, jehož vrchol ležel 54 km před cílem, sice měřilo pouze 1,1 km, ale mělo průměrný sklon 12,3 %. Zbytek etapy pak byl rovinatý. Prémie nabízející body do bodovací soutěže byla umístěna 24,6 km po startu, zatímco prémie nabízející bonusové sekundy ležela 39,6 km před cílem. Před startem etapy bylo oznámeno, že ze závodu odstoupil lídr soutěže mladých jezdců João Almeida (UAE Team Emirates), protože byl pozitivně otestován na covid-19. To znamenalo, že se Juan Pedro López (Trek–Segafredo), doposud druhý v této klasifikaci, stal novým držitelem bílého trikotu. Krátce po startu se na čele závodu utvořila čtyřčlenná skupina uprchlíků, v níž byli Magnus Cort Nielsen (EF Education–EasyPost), Edoardo Affini (Team Jumbo–Visma), Davide Gabburo (Bardiani–CSF–Faizanè) a Dries De Bondt (Alpecin–Fenix). Společným úsilím získali náskok okolo 2 a půl minut, poté začali být kontrolováni sprinterskými týmy v hlavním poli. Na prémii nabízející body do bodovací soutěže únik získal maximum bodů, pro zbývající body si z pelotonu dosprintoval lídr bodovací soutěže Arnaud Démare (Groupama–FDJ), čímž zvýšil svůj náskok v této klasifikaci. Po překonání vrcholu Muro di Ca' del Poggio si únik stále držel náskok 2 a půl minut. V závěrečných pasážích etapy začal náskok úniku pomalu klesat, ale přední skupina dobře spolupracovala a svůj náskok si udržovala. Mezitím se rozdělil peloton na 2 poloviny, v té zadní se ocitl López, v ten moment devátý v celkovém pořadí. 20 km před cílem si únik neustále držel náskok necelých 2 minut na peloton, a i přes snahu sprinterských týmů je dojet si do závěrečného kilometru přivezl náskok okolo 25 sekund. Sprint z čela rozjel Cort, 250 m před cílem se však zpoza jeho zadního kola vynořili Affini a De Bondt. Vítězem se nakonec stal De Bondt, jemuž se podařilo si za sebou udržet Affiniho, a získal tak své první etapové vítězství na Grand Tours. Pro třetí místo si dojel Cort před čtvrtým Gabburem. Z pelotonu si pro páté místo 14 sekund za vítěznou skupinou dosprintoval Alberto Dainese (Team DSM). Skupina favoritů závodu cílovou pásku překřížila o pár sekund za nimi. Lópezova skupina pak ve výsledku ztratila okolo 2 a půl minut. Jai Hindley (Bora–Hansgrohe) měl poblíž cíle mechanické potíže. Tyto problémy se mu však udály v posledních 3 kilometrech etapy, a tak mu byl udělen stejný čas jako skupině favoritů. Kvůli odstoupení průběžně čtvrtého Almeidy se všichni závodníci pod třetím místem posunuli o jednu příčku nahoru, pouze López kvůli své ztrátě zůstal na průběžném 9. místě. Do top 10 se nově dostal Hugh Carthy (EF Education–EasyPost), Richard Carapaz (Ineos Grenadiers) si udržel růžový dres pro lídra celkového pořadí. V sekundárních klasifikacích se pak žádné změny neudály.
S devatenáctou etapou závodu se jezdci vrátili do hor. Trasa dlouhá 177 km byla prvních 66,7 km převážně rovinatá, v jejichž rámci byla 55,8 km před cílem umístěna prémie nabízející body do bodovací soutěže. Poté začala přicházet první stoupání, konkrétně stoupání 3. kategorie Villanova Grotte (3,7 km s průměrným sklonem 8 %). Hned poté následovalo další stoupání 3. kategorie Passo di Tanamea (9 km s průměrným sklonem 5,4 %). Po úseku se zvlněným terénem se závodníci dostali do Slovinska, na jehož území absolvovali nejtěžší kopec dne, stoupání 1. kategorie Kolovrat (10,3 km s průměrným sklonem 9,2 %), jehož vrchol ležel 43,4 km před cílem. Po sjezdu se jezdci dostali zpět do Itálie a 9,6 km před cílem projeli prémií nabízející bonusové sekundy. Krátce poté zahájili výjezd na stoupání Santuario di Castelmonte (7,1 km s průměrným sklonem 7,8 %), na jehož vrcholu byl umístěn cíl. Krátce po startu se utvořila čelní skupina 12 jezdců, v níž byl mimo jiné i lídr vrchařské soutěže Koen Bouwman (Team Jumbo–Visma). Po počátečních pokusech o zlikvidování se peloton uklidnil a nechal náskok úniku narůst až na 11 minut, ten pak začal být kontrolován týmem Bora–Hansgrohe. Na prémii nabízející body do bodovací soutěže získal maximum bodů Fernando Gaviria (UAE Team Emirates). Na prvních 2 vrchařských prémiích získal maximum bodů Bouwman a tím si dále pojistil své vedení ve vrchařské soutěži. Do paty Kolovratu vjela čelní skupina s náskokem okolo 8 minut. Na něm se únik rozdělil a na čele se ocitli Mauro Schmid (Quick-Step–Alpha Vinyl), Attila Valter (Groupama–FDJ), Alessandro Tonelli (Bardiani–CSF–Faizanè) a Bouwman. Většina zbývajících závodníků z úniku byla dojeta pelotonem, zato Andrea Vendrame (AG2R Citroën Team) se pomalu dotáhl zpět a ve sjezdu dokonce zaútočil, nakonec byl ale sjet zbylými jezdci na čele. Na finálním stoupání několikrát nastoupili Tonelli, Bouwman a Valter, avšak neúspěšně, tudíž vše směřovalo ke sprintu o vítězství v cílové rovince. Do poslední zatáčky, která byla prudce levotočivá, vjel jako první Bouwman a donutil Schmida, jenž byl přímo za ním, prudce zabrzdit. Vendrame a Valter kvůli Schmidovi špatně přečetli zatáčku a museli přestat sprintovat. Schmid se pak pokusil dostat zpět k Bouwmanovi, ale ten si již dojížděl pro své druhé etapové vítězství tohoto Gira. Vzhledem k tomu, že získal maximum bodů na všech 4 kategorizovaných stoupáních dne, si také zajistil vítězství ve vrchařské soutěži. V pelotonu se nic zásadního nedělo až po závěrečné stoupání, kde se na čelo usadil tým Ineos Grenadiers, jenž svým tempem odpáral Emanuela Buchmanna (Bora–Hansgrohe). Ten byl brzy následován dalšími závodníky jako Juan Pedro López (Trek–Segafredo), Domenico Pozzovivo (Intermarché–Wanty–Gobert Matériaux) a Alejandro Valverde (Movistar Team). S blížícím se vrcholem se pokusili zaútočit Richard Carapaz (Ineos Grenadiers), Jai Hindley (Bora–Hansgrohe) a Mikel Landa (Team Bahrain Victorious), ale nebyli se vzájemně schopní odpárat. Většina favoritů dokončila 25 sekund za těmito třemi závodníky kromě Buchmanna, jenž ztratil přes minutu. V celkovém pořadí si vedení udržel Carapaz. V sekundárních klasifikacích pak žádné změny také neproběhly.
Předposlední etapa závodu byla poslední horskou zkouškou čekající na jezdce. Po rovinatém startu a dvou nezařazených stoupáních závodníci začali pomalu stoupat až po prémii nabízející body do bodovací soutěže 63,5 km po startu, jež ležela přímo u paty prvního stoupání dne Passo San Pellegrino (18,5 km s průměrným sklonem 6,2 %). Po sjezdu a průjezdem údolím se závodníci vydali na další stoupání dne, Passo Pordoi (11,8 km s průměrným sklonem 6,8 %). Jeho vrchol ležel v nadmořské výšce 2239 m a byl tak označen za Cima Coppi, nejvyšší bod závodu. Také byl umístěn 44,6 km před cílem. Po dlouhém sjezdu se závodníci dostali k poslední hoře dne, které bylo zároveň cílové, a to k stoupání 1. kategorie Passo Fedaia (14 km s průměrným sklonem 7,6 %). Prémie nabízející bonusové sekundy byla umístěna 5,5 km před cílem, tedy přibližně v polovině stoupání. Hned ze začátku se do úniku pokusilo dostat několik jezdců a po 20 km se utvořila přední skupina zahrnující 15 závodníků. V jednom bodě z pelotonu odpadl celkově osmý Domenico Pozzovivo (Intermarché–Wanty–Gobert Matériaux), ale brzy se dotáhl zpět. Peloton se pomalu uklidnil a únik tak začal získávat náskok, jenž vystoupal až na 6 minut, poté je však začal stahovat Team Bahrain Victorious. Na vrcholu Passo San Pellegrino získal maximum bodů do vrchařské soutěže Davide Formolo (UAE Team Emirates) před druhým Giuliem Cicconem (Trek–Segafredo). Po několik dalších kilometrů si únik udržoval svůj náskok kolem 5 minut, zatímco v pelotonu se nic neměnilo. Na Passo Pordoi se přední skupina začala dělit. 54 km před cílem nastoupil Edoardo Zardini (Drone Hopper–Androni Giocattoli), ale byl brzy dojet. Po dalším kilometru zaútočil Alessandro Covi (UAE Team Emirates). Utvořila se za ním osmičlenná stíhací skupina, ale kvůli jejich nedostatku spolupráce si Covi utvořil náskok okolo minuty a půl a mohl si tak dojet pro Cima Coppi. Ve sjezdu pak dále rozšiřoval svůj náskok a před patou stoupání Passo Fedaia vystoupal na 2 a půl minuty. Na počátku kopce se stíhací skupina rozdělila a jako nejsilnější se ve výsledku ukázali Domen Novak (Team Bahrain Victorious), Thymen Arensman (Team DSM), Antonio Pedrero (Movistar Team) a Ciccone. Před nejtěžšími pasážemi stoupání se Novak vydal za Covim, jenž měl neustále náskok okolo minuty a půl. Novak svou ztrátu začal snižovat a dostal se až na 30 sekund, ale Covi odolal a poprvé v životě tak vyhrál etapu na Grand Tours. Novak cílovou pásku proťal 32 sekund za vítězem, zatímco Ciccone ztratil ještě o 5 minut více než Novak. Ve skupině favoritů nikdo neútočil až do závěrečného stoupání Passo Fedaia. Na začátku kopce zaútočil Guillaume Martin (Cofidis), ale brzy byl dojet, neboť ve skupině favoritů se tempa ujal tým Ineos Grenadiers. Z této skupiny začali postupně odpadávat závodníci a v nejprudšich pasážích v ní zbyli pouze Richard Carapaz, Pavel Sivakov (oba Ineos Grenadiers), Jai Hindley (Bora–Hansgrohe), Mikel Landa (Team Bahrain Victorious) a Hugh Carthy (EF Education–EasyPost). 5 km před cílem Hindley zaútočil a dokázal se ho držet pouze lídr závodu Carapaz. Společně dojeli Lennarda Kämnu (Bora–Hansgrohe), jenž začal určovat tempo ve skupině. V posledních 3 km začal Carapaz ztrácet kontakt, zatímco Hindley zrychloval na cestě k vrcholu. Carapaz byl dojet a následně předjet Kämnou, Carthym i Landou. Hindley etapu dokončil na šestém místě se ztrátou přesně 2 a půl minut na vítěze, zatímco Carthy a Landa ztratili dalších 49 sekund. Rozdíl mezi Carapazem a Hindleym v cíli nakonec činil skoro minutu a půl. V celkovém pořadí se do čela posunul Hindley s náskokem skoro minuty a půl na Carapaze. Landa se se svými časovými zisky přiblížil ke Carapazovi a jejich rozdíl činil 26 sekund. I přes změny časových rozdílů se jinak v top 10 neměnily žádná místa, v sekundárních klasifikacích pak také žádné změny neproběhly.

## Průběžné pořadí
| Etapa          | Vítěz                | Celkové pořadí       | Bodovací soutěž      | Vrchařská soutěž     | Soutěž mladých jezdců | Soutěž týmů                        | Sprinterská soutěž | Cena bojovnosti      | Úniková soutěž | Soutěž Fair play        |
| -------------- | -------------------- | -------------------- | -------------------- | -------------------- | --------------------- | ---------------------------------- | ------------------ | -------------------- | -------------- | ----------------------- |
| 1              | Mathieu van der Poel | Mathieu van der Poel | Mathieu van der Poel | Mathieu van der Poel | Biniam Girmay         | Ineos Grenadiers                   | Filippo Tagliani   | Lennard Kämna        | Mattia Bais    | Alpecin–Fenix           |
| 2              | Simon Yates          | Mathieu van der Poel | Mathieu van der Poel | Mathieu van der Poel | Matteo Sobrero        | Team Jumbo–Visma                   | Mattia Bais        | Rick Zabel           | Mattia Bais    | Alpecin–Fenix           |
| 3              | Mark Cavendish       | Mathieu van der Poel | Mathieu van der Poel | Rick Zabel           | Matteo Sobrero        | Team Jumbo–Visma                   | Filippo Tagliani   | Mattia Bais          | Mattia Bais    | Alpecin–Fenix           |
| 4              | Lennard Kämna        | Juan Pedro López     | Mathieu van der Poel | Lennard Kämna        | Juan Pedro López      | Bora–Hansgrohe                     | Filippo Tagliani   | Stefano Oldani       | Mattia Bais    | Trek–Segafredo          |
| 5              | Arnaud Démare        | Juan Pedro López     | Arnaud Démare        | Lennard Kämna        | Juan Pedro López      | Bora–Hansgrohe                     | Filippo Tagliani   | Mattia Bais          | Mattia Bais    | Trek–Segafredo          |
| 6              | Arnaud Démare        | Juan Pedro López     | Arnaud Démare        | Lennard Kämna        | Juan Pedro López      | Bora–Hansgrohe                     | Filippo Tagliani   | Diego Rosa           | Mattia Bais    | Trek–Segafredo          |
| 7              | Koen Bouwman         | Juan Pedro López     | Arnaud Démare        | Koen Bouwman         | Juan Pedro López      | Trek–Segafredo                     | Filippo Tagliani   | Tom Dumoulin         | Mattia Bais    | Trek–Segafredo          |
| 8              | Thomas De Gendt      | Juan Pedro López     | Arnaud Démare        | Koen Bouwman         | Juan Pedro López      | Intermarché–Wanty–Gobert Matériaux | Filippo Tagliani   | Thomas De Gendt      | Mattia Bais    | Bora–Hansgrohe          |
| 9              | Jai Hindley          | Juan Pedro López     | Arnaud Démare        | Diego Rosa           | Juan Pedro López      | Bora–Hansgrohe                     | Filippo Tagliani   | João Almeida         | Mattia Bais    | Team DSM                |
| 10             | Biniam Girmay        | Juan Pedro López     | Arnaud Démare        | Diego Rosa           | Juan Pedro López      | Bora–Hansgrohe                     | Filippo Tagliani   | Alessandro De Marchi | Mattia Bais    | Team DSM                |
| 11             | Alberto Dainese      | Juan Pedro López     | Arnaud Démare        | Diego Rosa           | Juan Pedro López      | Bora–Hansgrohe                     | Filippo Tagliani   | Dries De Bondt       | Mattia Bais    | Team DSM                |
| 12             | Stefano Oldani       | Juan Pedro López     | Arnaud Démare        | Diego Rosa           | Juan Pedro López      | Intermarché–Wanty–Gobert Matériaux | Filippo Tagliani   | Lorenzo Rota         | Mattia Bais    | Team DSM                |
| 13             | Arnaud Démare        | Juan Pedro López     | Arnaud Démare        | Diego Rosa           | Juan Pedro López      | Intermarché–Wanty–Gobert Matériaux | Filippo Tagliani   | Pascal Eenkhoorn     | Mattia Bais    | Bora–Hansgrohe          |
| 14             | Simon Yates          | Richard Carapaz      | Arnaud Démare        | Diego Rosa           | João Almeida          | Bora–Hansgrohe                     | Filippo Tagliani   | Richard Carapaz      | Mattia Bais    | Team Bahrain Victorious |
| 15             | Giulio Ciccone       | Richard Carapaz      | Arnaud Démare        | Koen Bouwman         | João Almeida          | Bora–Hansgrohe                     | Filippo Tagliani   | Giulio Ciccone       | Mattia Bais    | Team Bahrain Victorious |
| 16             | Jan Hirt             | Richard Carapaz      | Arnaud Démare        | Koen Bouwman         | João Almeida          | Bora–Hansgrohe                     | Filippo Tagliani   | Thymen Arensman      | Mattia Bais    | Team Bahrain Victorious |
| 17             | Santiago Buitrago    | Richard Carapaz      | Arnaud Démare        | Koen Bouwman         | João Almeida          | Team Bahrain Victorious            | Filippo Tagliani   | Mathieu van der Poel | Mattia Bais    | Team Bahrain Victorious |
| 18             | Dries De Bondt       | Richard Carapaz      | Arnaud Démare        | Koen Bouwman         | Juan Pedro López      | Team Bahrain Victorious            | Filippo Tagliani   | Edoardo Affini       | Mattia Bais    | Team Bahrain Victorious |
| 19             | Koen Bouwman         | Richard Carapaz      | Arnaud Démare        | Koen Bouwman         | Juan Pedro López      | Team Bahrain Victorious            | Filippo Tagliani   | Andrea Vendrame      | Mattia Bais    | Team Bahrain Victorious |
| 20             | Alessandro Covi      | Jai Hindley          | Arnaud Démare        | Koen Bouwman         | Juan Pedro López      | Team Bahrain Victorious            | Filippo Tagliani   | Alessandro Covi      | Mattia Bais    | Team Bahrain Victorious |
| 21             | Matteo Sobrero       | Jai Hindley          | Arnaud Démare        | Koen Bouwman         | Juan Pedro López      | Team Bahrain Victorious            | Filippo Tagliani   | Mathieu van der Poel | Mattia Bais    | Team Bahrain Victorious |
| Konečné pořadí | Konečné pořadí       | Jai Hindley          | Arnaud Démare        | Koen Bouwman         | Juan Pedro López      | Team Bahrain Victorious            | Filippo Tagliani   | Mathieu van der Poel | Mattia Bais    | Team Bahrain Victorious |

- Ve 2. etapě nosil Pello Bilbao, jenž byl třetí v bodovací soutěži, fialový dres, protože lídr této klasifikace Mathieu van der Poel nosil růžový dres lídra celkového pořadí a druhý závodník této klasifikace Biniam Girmay nosil bílý dres lídra soutěže mladých jezdců. Magnus Cort Nielsen pak nosil modrý dres lídra vrchařské soutěže, i když van der Poel, Girmay a Bilbao byli jediní, kteří získali body do této klasifikace.
- V etapách 3 a 4 nosil Biniam Girmay, jenž byl druhý v bodovací soutěži, fialový dres, protože lídr této klasifikace Mathieu van der Poel nosil růžový dres lídra celkového pořadí. Ze stejného důvodu nosil Rick Zabel, jenž byl druhý ve vrchařské soutěži, ve 3. etapě modrý dres lídra této klasifikace.
- V etapách 5 – 9 nosil Mauri Vansevenant, jenž byl druhý v soutěži mladých jezdců, bílý dres, protože lídr této klasifikace Juan Pedro López nosil růžový dres lídra celkového pořadí. Ze stejného důvodu nosil João Almeida bílý dres v etapách 10 – 14.
- V 18. etapě nosil Juan Pedro López, jenž byl druhý v soutěži mladých jezdců, bílý dres, protože lídr této klasifikace João Almeida odstoupil před startem etapy.

## Konečné pořadí
| Legenda | Legenda                         | Legenda | Legenda                               |
| ------- | ------------------------------- | ------- | ------------------------------------- |
|         | Označuje lídra celkového pořadí |         | Označuje lídra vrchařské soutěže      |
|         | Označuje lídra bodovací soutěže |         | Označuje lídra soutěže mladých jezdců |
|         | Označuje vítěze ceny bojovnosti |         |                                       |

### Celkové pořadí
| Pořadí                  | Jezdec                         | Tým                                | Čas          |
| ----------------------- | ------------------------------ | ---------------------------------- | ------------ |
| 1                       | Jai Hindley (AUS)              | Bora–Hansgrohe                     | 86h 31' 14"  |
| 2                       | Richard Carapaz (ECU)          | Ineos Grenadiers                   | + 1' 18"     |
| 3                       | Mikel Landa (ESP)              | Team Bahrain Victorious            | + 3' 24"     |
| 4                       | Vincenzo Nibali (ITA)          | Astana Qazaqstan Team              | + 9' 02"     |
| 5                       | Pello Bilbao (ESP)             | Team Bahrain Victorious            | + 9' 14"     |
| 6                       | Jan Hirt (CZE)                 | Intermarché–Wanty–Gobert Matériaux | + 9' 28"     |
| 7                       | Emanuel Buchmann (GER)         | Bora–Hansgrohe                     | + 13' 19"    |
| 8                       | Domenico Pozzovivo (ITA)       | Intermarché–Wanty–Gobert Matériaux | + 17' 29"    |
| 9                       | Hugh Carthy (GBR)              | EF Education–EasyPost              | + 17' 54"    |
| 10                      | Juan Pedro López (ESP)         | Trek–Segafredo                     | + 18' 40"    |
| Konečné pořadí (11–149) |                                |                                    |              |
| Pořadí                  | Jezdec                         | Tým                                | Čas          |
| 11                      | Alejandro Valverde (ESP)       | Movistar Team                      | + 23' 24"    |
| 12                      | Santiago Buitrago (COL)        | Team Bahrain Victorious            | + 24' 23"    |
| 13                      | Lucas Hamilton (AUS)           | Team BikeExchange–Jayco            | + 28' 02"    |
| 14                      | Guillaume Martin (FRA)         | Cofidis                            | + 28' 37"    |
| 15                      | Lorenzo Fortunato (ITA)        | Eolo–Kometa                        | + 33' 15"    |
| 16                      | Pavel Sivakov (FRA)            | Ineos Grenadiers                   | + 41' 43"    |
| 17                      | Wilco Kelderman (NED)          | Bora–Hansgrohe                     | + 41' 45"    |
| 18                      | Thymen Arensman (NED)          | Team DSM                           | + 42' 31"    |
| 19                      | Lennard Kämna (GER)            | Bora–Hansgrohe                     | + 43' 58"    |
| 20                      | Sam Oomen (NED)                | Team Jumbo–Visma                   | + 1h 04' 22" |
| 21                      | Koen Bouwman (NED)             | Team Jumbo–Visma                   | + 1h 06' 03" |
| 22                      | Joe Dombrowski (USA)           | Astana Qazaqstan Team              | + 1h 12' 21" |
| 23                      | Mikaël Cherel (FRA)            | AG2R Citroën Team                  | + 1h 22' 20" |
| 24                      | Luca Covili (ITA)              | Bardiani–CSF–Faizanè               | + 1h 30' 24" |
| 25                      | Giulio Ciccone (ITA)           | Trek–Segafredo                     | + 1h 32' 25" |
| 26                      | Bauke Mollema (NED)            | Trek–Segafredo                     | + 1h 39' 47" |
| 27                      | Antonio Pedrero (ESP)          | Movistar Team                      | + 1h 50' 13" |
| 28                      | Gijs Leemreize (NED)           | Team Jumbo–Visma                   | + 1h 59' 40" |
| 29                      | Vadim Pronskiy (KAZ)           | Astana Qazaqstan Team              | + 2h 03' 10" |
| 30                      | Mauri Vansevenant (BEL)        | Quick-Step–Alpha Vinyl             | + 2h 03' 44" |
| 31                      | Domen Novak (SLO)              | Team Bahrain Victorious            | + 2h 08' 46" |
| 32                      | Lorenzo Rota (ITA)             | Intermarché–Wanty–Gobert Matériaux | + 2h 09' 53" |
| 33                      | Damien Howson (AUS)            | Team BikeExchange–Jayco            | + 2h 14' 31" |
| 34                      | Wout Poels (NED)               | Team Bahrain Victorious            | + 2h 15' 18" |
| 35                      | Attila Valter (HUN)            | Groupama–FDJ                       | + 2h 15' 53" |
| 36                      | Davide Formolo (ITA)           | UAE Team Emirates                  | + 2h 20' 58" |
| 37                      | Diego Ulissi (ITA)             | UAE Team Emirates                  | + 2h 26' 30" |
| 38                      | Ben Tulett (GBR)               | Ineos Grenadiers                   | + 2h 27' 26" |
| 39                      | Chris Hamilton (AUS)           | Team DSM                           | + 2h 29' 45" |
| 40                      | Mattias Skjelmose Jensen (DEN) | Trek–Segafredo                     | + 2h 33' 10" |
| 41                      | Fabio Felline (ITA)            | Astana Qazaqstan Team              | + 2h 36' 40" |
| 42                      | Jhonatan Narváez (ECU)         | Ineos Grenadiers                   | + 2h 37' 05" |
| 43                      | Martijn Tusveld (NED)          | Team DSM                           | + 2h 38' 00" |
| 44                      | Rui Costa (POR)                | UAE Team Emirates                  | + 2h 38' 11" |
| 45                      | Alessandro Covi (ITA)          | UAE Team Emirates                  | + 2h 50' 07" |
| 46                      | Rein Taaramäe (EST)            | Intermarché–Wanty–Gobert Matériaux | + 2h 51' 22" |
| 47                      | Filippo Zana (ITA)             | Bardiani–CSF–Faizanè               | + 2h 53' 56" |
| 48                      | Sylvain Moniquet (BEL)         | Lotto–Soudal                       | + 2h 54' 15" |
| 49                      | Iván Sosa (COL)                | Movistar Team                      | + 2h 55' 35" |
| 50                      | Felix Gall (AUT)               | AG2R Citroën Team                  | + 2h 58' 05" |
| 51                      | Ben Zwiehoff (GER)             | Bora–Hansgrohe                     | + 2h 59' 37" |
| 52                      | Alessandro Tonelli (ITA)       | Bardiani–CSF–Faizanè               | + 3h 04' 45" |
| 53                      | Davide Gabburo (ITA)           | Bardiani–CSF–Faizanè               | + 3h 09' 09" |
| 54                      | Tobias Foss (NOR)              | Team Jumbo–Visma                   | + 3h 09' 19" |
| 55                      | Andrea Vendrame (ITA)          | AG2R Citroën Team                  | + 3h 10' 26" |
| 56                      | Harold Tejada (COL)            | Astana Qazaqstan Team              | + 3h 12' 38" |
| 57                      | Mathieu van der Poel (NED)     | Alpecin–Fenix                      | + 3h 14' 39" |
| 58                      | Nans Peters (FRA)              | AG2R Citroën Team                  | + 3h 16' 00" |
| 59                      | Will Barta (USA)               | Movistar Team                      | + 3h 16' 57" |
| 60                      | Jorge Arcas (ESP)              | Movistar Team                      | + 3h 18' 44" |
| 61                      | Merhawi Kudus (ERI)            | EF Education–EasyPost              | + 3h 19' 16" |
| 62                      | Pascal Eenkhoorn (NED)         | Team Jumbo–Visma                   | + 3h 21' 01" |
| 63                      | Davide Villella (ITA)          | Cofidis                            | + 3h 23' 54" |
| 64                      | Jonathan Castroviejo (ESP)     | Ineos Grenadiers                   | + 3h 24' 18" |
| 65                      | Nicolas Prodhomme (FRA)        | AG2R Citroën Team                  | + 3h 27' 00" |
| 66                      | Ben Swift (GBR)                | Ineos Grenadiers                   | + 3h 27' 26" |
| 67                      | Francesco Gavazzi (ITA)        | Eolo–Kometa                        | + 3h 35' 13" |
| 68                      | Vincenzo Albanese (ITA)        | Eolo–Kometa                        | + 3h 35' 53" |
| 69                      | José Joaquín Rojas (ESP)       | Movistar Team                      | + 3h 37' 21" |
| 70                      | Matteo Sobrero (ITA)           | Team BikeExchange–Jayco            | + 3h 44' 44" |
| 71                      | Rémy Rochas (FRA)              | Cofidis                            | + 3h 46' 28" |
| 72                      | Giovanni Aleotti (ITA)         | Bora–Hansgrohe                     | + 3h 48' 32" |
| 73                      | Dario Cataldo (ITA)            | Trek–Segafredo                     | + 3h 49' 24" |
| 74                      | Thomas De Gendt (BEL)          | Lotto–Soudal                       | + 3h 49' 52" |
| 75                      | Mauro Schmid (SUI)             | Quick-Step–Alpha Vinyl             | + 3h 52' 22" |
| 76                      | Eduardo Sepúlveda (ARG)        | Drone Hopper–Androni Giocattoli    | + 3h 54' 40" |
| 77                      | Diego Rosa (ITA)               | Eolo–Kometa                        | + 3h 58' 26" |
| 78                      | Edoardo Zardini (ITA)          | Drone Hopper–Androni Giocattoli    | + 4h 03' 18" |
| 79                      | Diego Camargo (COL)            | EF Education–EasyPost              | + 4h 05' 46" |
| 80                      | Callum Scotson (AUS)           | Team BikeExchange–Jayco            | + 4h 05' 51" |
| 81                      | James Knox (GBR)               | Quick-Step–Alpha Vinyl             | + 4h 09' 18" |
| 82                      | Mattia Bais (ITA)              | Drone Hopper–Androni Giocattoli    | + 4h 12' 26" |
| 83                      | Erik Fetter (HUN)              | Eolo–Kometa                        | + 4h 12' 51" |
| 84                      | Stefano Oldani (ITA)           | Alpecin–Fenix                      | + 4h 13' 50" |
| 85                      | Salvatore Puccio (ITA)         | Ineos Grenadiers                   | + 4h 14' 36" |
| 86                      | Lilian Calmejane (FRA)         | AG2R Citroën Team                  | + 4h 17' 30" |
| 87                      | Jasha Sütterlin (GER)          | Team Bahrain Victorious            | + 4h 23' 10" |
| 88                      | Anthony Perez (FRA)            | Cofidis                            | + 4h 26' 42" |
| 89                      | Jos van Emden (NED)            | Team Jumbo–Visma                   | + 4h 31' 35" |
| 90                      | Jaakko Hänninen (FIN)          | AG2R Citroën Team                  | + 4h 32' 32" |
| 91                      | Simone Ravanelli (ITA)         | Drone Hopper–Androni Giocattoli    | + 4h 32' 42" |
| 92                      | Alessandro De Marchi (ITA)     | Israel–Premier Tech                | + 4h 34' 50" |
| 93                      | Christopher Juul-Jensen (DEN)  | Team BikeExchange–Jayco            | + 4h 41' 31" |
| 94                      | Pierre-Luc Périchon (FRA)      | Cofidis                            | + 4h 43' 35" |
| 95                      | Magnus Cort Nielsen (DEN)      | EF Education–EasyPost              | + 4h 44' 51" |
| 96                      | Mirco Maestri (ITA)            | Eolo–Kometa                        | + 4h 45' 59" |
| 97                      | Edoardo Affini (ITA)           | Team Jumbo–Visma                   | + 4h 48' 11" |
| 98                      | Oier Lazkano (ESP)             | Movistar Team                      | + 4h 52' 44" |
| 99                      | Davide Ballerini (ITA)         | Quick-Step–Alpha Vinyl             | + 4h 56' 56" |
| 100                     | Tobias Bayer (AUT)             | Alpecin–Fenix                      | + 4h 57' 16" |
| 101                     | Alexander Cataford (CAN)       | Israel–Premier Tech                | + 5h 01' 44" |
| 102                     | Tobias Ludvigsson (SWE)        | Groupama–FDJ                       | + 5h 02' 16" |
| 103                     | Jacopo Mosca (ITA)             | Trek–Segafredo                     | + 5h 03' 07" |
| 104                     | Romain Combaud (FRA)           | Team DSM                           | + 5h 03' 35" |
| 105                     | Aimé De Gendt (BEL)            | Intermarché–Wanty–Gobert Matériaux | + 5h 03' 53" |
| 106                     | Luca Rastelli (ITA)            | Bardiani–CSF–Faizanè               | + 5h 12' 56" |
| 107                     | Lawson Craddock (USA)          | Team BikeExchange–Jayco            | + 5h 13' 16" |
| 108                     | Patrick Gamper (AUT)           | Bora–Hansgrohe                     | + 5h 13' 44" |
| 109                     | Dries De Bondt (BEL)           | Alpecin–Fenix                      | + 5h 17' 20" |
| 110                     | Barnabás Peák (HUN)            | Intermarché–Wanty–Gobert Matériaux | + 5h 19' 47" |
| 111                     | Nico Denz (GER)                | Team DSM                           | + 5h 24' 09" |
| 112                     | Michael Hepburn (AUS)          | Team BikeExchange–Jayco            | + 5h 26' 35" |
| 113                     | Oscar Riesebeek (NED)          | Alpecin–Fenix                      | + 5h 27' 57" |
| 114                     | Sacha Modolo (ITA)             | Bardiani–CSF–Faizanè               | + 5h 28' 00" |
| 115                     | Ignatas Konovalovas (LTU)      | Groupama–FDJ                       | + 5h 30' 15" |
| 116                     | Matthew Holmes (GBR)           | Lotto–Soudal                       | + 5h 33' 05" |
| 117                     | Andrij Ponomar (UKR)           | Drone Hopper–Androni Giocattoli    | + 5h 33' 47" |
| 118                     | Senne Leysen (BEL)             | Alpecin–Fenix                      | + 5h 38' 59" |
| 119                     | Otto Vergaerde (BEL)           | Trek–Segafredo                     | + 5h 39' 05" |
| 120                     | Cesare Benedetti (POL)         | Bora–Hansgrohe                     | + 5h 41' 28" |
| 121                     | Simone Consonni (ITA)          | Cofidis                            | + 5h 41' 36" |
| 122                     | Alberto Dainese (ITA)          | Team DSM                           | + 5h 41' 37" |
| 123                     | Jenthe Biermans (BEL)          | Israel–Premier Tech                | + 5h 42' 24" |
| 124                     | Lawrence Naesen (BEL)          | AG2R Citroën Team                  | + 5h 45' 54" |
| 125                     | Davide Bais (ITA)              | Eolo–Kometa                        | + 5h 47' 49" |
| 126                     | Samuele Rivi (ITA)             | Eolo–Kometa                        | + 5h 48' 28" |
| 127                     | Miles Scotson (AUS)            | Groupama–FDJ                       | + 5h 48' 32" |
| 128                     | Fernando Gaviria (COL)         | UAE Team Emirates                  | + 5h 50' 24" |
| 129                     | Reto Hollenstein (SUI)         | Israel–Premier Tech                | + 5h 51' 25" |
| 130                     | Arnaud Démare (FRA)            | Groupama–FDJ                       | + 5h 54' 06" |
| 131                     | Edward Theuns (BEL)            | Trek–Segafredo                     | + 5h 58' 13" |
| 132                     | Ramon Sinkeldam (NED)          | Groupama–FDJ                       | + 6h 01' 25" |
| 133                     | Michael Schwarzmann (GER)      | Lotto–Soudal                       | + 6h 08' 22" |
| 134                     | Alex Dowsett (GBR)             | Israel–Premier Tech                | + 6h 10' 38" |
| 135                     | Davide Cimolai (ITA)           | Cofidis                            | + 6h 16' 34" |
| 136                     | Jacopo Guarnieri (ITA)         | Groupama–FDJ                       | + 6h 16' 35" |
| 137                     | Rick Zabel (GER)               | Israel–Premier Tech                | + 6h 19' 48" |
| 138                     | Phil Bauhaus (GER)             | Team Bahrain Victorious            | + 6h 20' 13" |
| 139                     | Wesley Kreder (NED)            | Cofidis                            | + 6h 22' 10" |
| 140                     | Julius van den Berg (NED)      | EF Education–EasyPost              | + 6h 24' 30" |
| 141                     | Rui Oliveira (POR)             | UAE Team Emirates                  | + 6h 27' 39" |
| 142                     | Maximiliano Richeze (ARG)      | UAE Team Emirates                  | + 6h 27' 58" |
| 143                     | Filippo Tagliani (ITA)         | Drone Hopper–Androni Giocattoli    | + 6h 29' 04" |
| 144                     | Clément Davy (FRA)             | Groupama–FDJ                       | + 6h 34' 20" |
| 145                     | Mark Cavendish (GBR)           | Quick-Step–Alpha Vinyl             | + 6h 46' 38" |
| 146                     | Bert Van Lerberghe (BEL)       | Quick-Step–Alpha Vinyl             | + 6h 48' 50" |
| 147                     | Matthias Brändle (AUT)         | Israel–Premier Tech                | + 6h 52' 52" |
| 148                     | Pieter Serry (BEL)             | Quick-Step–Alpha Vinyl             | + 6h 57' 02" |
| 149                     | Roger Kluge (GER)              | Lotto–Soudal                       | + 7h 13' 57" |

### Bodovací soutěž
| Pořadí | Jezdec                     | Tým                             | Body |
| ------ | -------------------------- | ------------------------------- | ---- |
| 1      | Arnaud Démare (FRA)        | Groupama–FDJ                    | 254  |
| 2      | Fernando Gaviria (COL)     | UAE Team Emirates               | 136  |
| 3      | Mark Cavendish (GBR)       | Quick-Step–Alpha Vinyl          | 132  |
| 4      | Mathieu van der Poel (NED) | Alpecin–Fenix                   | 105  |
| 5      | Alberto Dainese (ITA)      | Team DSM                        | 95   |
| 6      | Dries De Bondt (BEL)       | Alpecin–Fenix                   | 83   |
| 7      | Simone Consonni (ITA)      | Cofidis                         | 73   |
| 8      | Phil Bauhaus (GER)         | Team Bahrain Victorious         | 72   |
| 9      | Koen Bouwman (NED)         | Team Jumbo–Visma                | 71   |
| 10     | Filippo Tagliani (ITA)     | Drone Hopper–Androni Giocattoli | 70   |

### Vrchařská soutěž
| Pořadí | Jezdec                  | Tým                                | Body |
| ------ | ----------------------- | ---------------------------------- | ---- |
| 1      | Koen Bouwman (NED)      | Team Jumbo–Visma                   | 294  |
| 2      | Giulio Ciccone (ITA)    | Trek–Segafredo                     | 163  |
| 3      | Alessandro Covi (ITA)   | UAE Team Emirates                  | 102  |
| 4      | Diego Rosa (ITA)        | Eolo–Kometa                        | 94   |
| 5      | Davide Formolo (ITA)    | UAE Team Emirates                  | 87   |
| 6      | Jai Hindley (AUS)       | Bora–Hansgrohe                     | 78   |
| 7      | Lennard Kämna (GER)     | Bora–Hansgrohe                     | 78   |
| 8      | Santiago Buitrago (COL) | Team Bahrain Victorious            | 71   |
| 9      | Richard Carapaz (ECU)   | Ineos Grenadiers                   | 65   |
| 10     | Jan Hirt (CZE)          | Intermarché–Wanty–Gobert Matériaux | 57   |

### Soutěž mladých jezdců
| Pořadí | Jezdec                  | Tým                     | Čas          |
| ------ | ----------------------- | ----------------------- | ------------ |
| 1      | Juan Pedro López (ESP)  | Trek–Segafredo          | 86h 49' 54"  |
| 2      | Santiago Buitrago (COL) | Team Bahrain Victorious | + 5' 43"     |
| 3      | Pavel Sivakov (FRA)     | Ineos Grenadiers        | + 23' 03"    |
| 4      | Thymen Arensman (NED)   | Team DSM                | + 23' 51"    |
| 5      | Luca Covili (ITA)       | Bardiani–CSF–Faizanè    | + 1h 11' 44" |
| 6      | Gijs Leemreize (NED)    | Team Jumbo–Visma        | + 1h 41' 00" |
| 7      | Vadim Pronskiy (KAZ)    | Astana Qazaqstan Team   | + 1h 44' 30" |
| 8      | Mauri Vansevenant (BEL) | Quick-Step–Alpha Vinyl  | + 1h 45' 04" |
| 9      | Attila Valter (HUN)     | Groupama–FDJ            | + 1h 57' 13" |
| 10     | Ben Tulett (GBR)        | Ineos Grenadiers        | + 2h 08' 46" |

### Soutěž týmů
| Pořadí | Jezdec                             | Čas          |
| ------ | ---------------------------------- | ------------ |
| 1      | Team Bahrain Victorious            | 259h 48' 12" |
| 2      | Bora–Hansgrohe                     | + 4' 07"     |
| 3      | Ineos Grenadiers                   | + 1h 22' 29" |
| 4      | Intermarché–Wanty–Gobert Matériaux | + 1h 23' 57" |
| 5      | Astana Qazaqstan Team              | + 2h 18' 46" |
| 6      | Trek–Segafredo                     | + 2h 21' 10" |
| 7      | Team Jumbo–Visma                   | + 2h 40' 16" |
| 8      | UAE Team Emirates                  | + 3h 21' 02" |
| 9      | Team BikeExchange–Jayco            | + 3h 29' 58" |
| 10     | Movistar Team                      | + 3h 39' 45" |

### Sprinterská soutěž
| Pořadí | Jezdec                    | Tým                             | Body |
| ------ | ------------------------- | ------------------------------- | ---- |
| 1      | Filippo Tagliani (ITA)    | Drone Hopper–Androni Giocattoli | 78   |
| 2      | Mattia Bais (ITA)         | Drone Hopper–Androni Giocattoli | 45   |
| 3      | Koen Bouwman (NED)        | Team Jumbo–Visma                | 32   |
| 4      | Stefano Oldani (ITA)      | Alpecin–Fenix                   | 29   |
| 5      | Diego Rosa (ITA)          | Eolo–Kometa                     | 28   |
| 6      | Dries De Bondt (BEL)      | Alpecin–Fenix                   | 25   |
| 7      | Julius van den Berg (NED) | EF Education–EasyPost           | 22   |
| 8      | Richard Carapaz (ECU)     | Ineos Grenadiers                | 19   |
| 9      | Giulio Ciccone (ITA)      | Trek–Segafredo                  | 19   |
| 10     | Bauke Mollema (NED)       | Trek–Segafredo                  | 19   |

### Úniková soutěž
| Pořadí | Jezdec                   | Tým                             | Kilometry |
| ------ | ------------------------ | ------------------------------- | --------- |
| 1      | Mattia Bais (ITA)        | Drone Hopper–Androni Giocattoli | 617       |
| 2      | Filippo Tagliani (ITA)   | Drone Hopper–Androni Giocattoli | 581       |
| 3      | Diego Rosa (ITA)         | Eolo–Kometa                     | 301       |
| 4      | Koen Bouwman (NED)       | Team Jumbo–Visma                | 293       |
| 5      | Mirco Maestri (ITA)      | Eolo–Kometa                     | 247       |
| 6      | Dries De Bondt (BEL)     | Alpecin–Fenix                   | 207       |
| 7      | Davide Gabburo (ITA)     | Bardiani–CSF–Faizanè            | 192       |
| 8      | Alessandro Tonelli (ITA) | Bardiani–CSF–Faizanè            | 188       |
| 9      | Pascal Eenkhoorn (NED)   | Team Jumbo–Visma                | 182       |
| 10     | Samuele Rivi (ITA)       | Eolo–Kometa                     | 172       |

### Soutěž Fair play
| Pořadí | Tým                                | Body |
| ------ | ---------------------------------- | ---- |
| 1      | Team Bahrain Victorious            | 0    |
| 2      | Cofidis                            | 0    |
| 3      | Team DSM                           | 0    |
| 4      | Trek–Segafredo                     | 20   |
| 5      | Bora–Hansgrohe                     | 30   |
| 6      | Quick-Step–Alpha Vinyl             | 30   |
| 7      | Intermarché–Wanty–Gobert Matériaux | 50   |
| 8      | Eolo–Kometa                        | 50   |
| 9      | Bardiani–CSF–Faizanè               | 60   |
| 10     | Astana Qazaqstan Team              | 70   |